# Martín Vizcarra
Martín Alberto Vizcarra Cornejo (Lima, 22 de marzo de 1963) es un ingeniero civil y político peruano. Fue presidente de la República del Perú desde el 23 de marzo de 2018, asumiendo el cargo por sucesión constitucional tras la renuncia de Pedro Pablo Kuczynski. Su mandato presidencial concluyó el 9 de noviembre de 2020, luego de que el Congreso de la República aprobara un proceso de vacancia en su contra.
Vizcarra inició su carrera política postulando al Gobierno Regional de Moquegua por el Partido Aprista Peruano, obteniendo el segundo lugar en dicha contienda. Posteriormente, adquirió notoriedad al encabezar las movilizaciones ciudadanas conocidas como el «Moqueguazo», que buscaban una distribución más equitativa del canon minero. Este liderazgo fue clave para su elección como gobernador de Moquegua para el periodo 2011-2014. En las elecciones generales de 2016, integró la fórmula presidencial del partido Peruanos por el Kambio, junto a Pedro Pablo Kuczynski, resultando elegidos como primer vicepresidente y presidente, respectivamente, tras una ajustada segunda vuelta contra Keiko Fujimori.
Durante el gobierno de Kuczynski, se desempeñó como ministro de Transportes y Comunicaciones entre 2016 y 2017. En el contexto de la crisis política de 2017, presentó su renuncia al cargo ministerial y posteriormente fue designado embajador de Perú en Canadá. El 23 de marzo de 2018, asumió la presidencia del Perú por sucesión constitucional, tras la dimisión de Pedro Pablo Kuczynski, quien enfrentaba un proceso de vacancia por acusaciones de corrupción.
Durante su mandato, Vizcarra impulsó un referéndum de reforma constitucional enfocado en la lucha anticorrupción y la transparencia política. Sin embargo, estas iniciativas no prosperaron en el Congreso de la República, de mayoría fujimorista. Este entrampamiento político, sumado a un controvertido proceso para la elección de nuevos miembros del Tribunal Constitucional, motivó a Vizcarra a plantear una cuestión de confianza y, posteriormente, a decretar la disolución constitucional del Congreso en septiembre de 2019. La medida, que generó un debate sobre su constitucionalidad, culminó con la convocatoria a nuevas elecciones congresales y le otorgó un amplio respaldo ciudadano, alcanzando un 85% de aprobación. En 2020, enfrentó la pandemia de COVID-19 en Perú decretando un confinamiento nacional y la entrega de bonos de ayuda económica. El impacto de la pandemia evidenció desafíos estructurales como las desigualdades socioeconómicas y las debilidades del sistema de salud, en un país con una alta tasa de informalidad económica, lo que derivó en una recesión y un creciente descontento político.
El mandato de Vizcarra concluyó en noviembre de 2020, al ser destituido por el Congreso bajo la causal de «incapacidad moral». El proceso se sustentó en acusaciones de presunta corrupción, relacionadas con el caso «club de la construcción», que databan de su gestión como gobernador regional de Moquegua. Su destitución generó protestas masivas y consolidó su figura política, lo que lo motivó a postular con éxito al Congreso en las elecciones generales de 2021, siendo el congresista más votado de la contienda. Sin embargo, no pudo asumir el escaño debido al caso conocido como «vacunagate», por el cual fue investigado por haberse vacunado contra la COVID-19 antes de su disponibilidad pública. A raíz de este hecho, el Congreso lo inhabilitó para ejercer cargos públicos por un periodo de 10 años. Posteriormente, impulsó la fundación del partido político Perú Primero.

## Familia y formación
Martín Vizcarra nació el 22 de marzo de 1963 en Lima, Perú. De familia moqueguana, es hijo de César Vizcarra Vargas, exalcalde de Moquegua y miembro del Partido Aprista Peruano, y de Doris Cornejo Dávila, profesora de primaria. Su padre también fue delegado de la Asamblea Constituyente de 1978. Debido a una complicación pulmonar al nacer, Vizcarra necesitó tratamiento médico en Lima, siendo bautizado con el nombre del santo limeño Martín de Porres.
Cursó sus estudios primarios y secundarios en el colegio Juan XXIII y en la Gran Unidad Educativa Simón Bolívar de Moquegua. Posteriormente, sus estudios superiores en la Universidad Nacional de Ingeniería, graduándose como ingeniero civil en 1984. En 2009, obtuvo un diplomado en Administración Gerencial por la Escuela de Negocios ESAN.

## Trayectoria profesional
Entre 1978 y 1991, fue ejecutivo del Proyecto Especial Regional Pasto Grande. En el sector privado, estuvo vinculado a dos empresas familiares: C&M Vizcarra (1990-2018), donde se desempeñó como gerente de operaciones, y Agrotécnica Estuquiña (1998-presente). Además, actuó como asesor organizaciones del rubro de la construcción.
Como funcionario público, fue decano del Colegio de Ingenieros de Moquegua (2008-2009), y miembro del directorio de la Empresa de Generación Eléctrica del Sur (2007-2010); director de la Sociedad de Industrias de Moquegua y miembro del Comité Consultivo del Consejo Nacional de Ciencia, Tecnología e Innovación Tecnológica de Moquegua (2010). Del 2011 al 2014, presidió el directorio del Proyecto Especial Regional Pasto Grande. En 2014, fue nombrado director de Susalud.

## Ideología política
Martín Vizcarra suele caracterizarse como centrista, postura que atribuye a la influencia de su padre, quien le inculcó la «preocupación por las cuestiones sociales». Vizcarra hace hincapié en su capacidad para «escuchar» y adoptar un enfoque mesurado y gradual de la gobernanza. Sus partidarios lo describen a menudo como un «mediador capaz de superar las diferencias y navegar por situaciones políticas complejas». Sus esfuerzos contra la corrupción y la disolución del Congreso fueron especialmente elogiados por los partidos de izquierdas.

## Trayectoria política en Moquegua
La carrera política de Martín Vizcarra comenzó en la región de origen familiar, Moquegua. En las elecciones regionales de 2006, se presentó a la presidencia del Gobierno Regional de Moquegua como candidato del Partido Aprista Peruano, del que su padre fue militante. Vizcarra terminó segundo en la contienda.
En 2008, encabezó las protestas del «moqueguazo», desencadenadas por el reparto desigual de las regalías mineras. En aquel momento, Moquegua recibía mucho menos ingresos de la empresa minera Southern Perú Copper Corporation que la vecina región de Tacna. Las protestas, que duraron diez días, incluyeron el bloqueo de la carretera Panamericana Sur, lo que paralizó la actividad regional. Vizcarra viajó a Lima para presentar las quejas a la Presidencia del Consejo de Ministros y a la Comisión de Economía del Congreso logrando la modificación de la ley de canon minero, en pro de los distritos y las regiones donde se localizaban las minas, en consecuencia, aseguró mejores beneficios para Moquegua.

### Presidente regional de Moquegua
En las elecciones regionales del 2010, Martín Vizcarra fue elegido presidente de la Región de Moquegua para el periodo 2011-2014, en representación del movimiento regional «Integración Regional por Ti». Su gestión se centró en la educación, con las escuelas primarias y secundarias de la región ocupando el primer lugar durante tres años consecutivos en la evaluación censal de estudiantes realizada por el Ministerio de Educación.  Como reconocimiento, recibió la Orden de las Palmas Magisteriales en el grado de Amauta en 2014.
En el sector minero, concilió un conflicto entre la empresa minera Anglo American plc y los residentes locales preocupados por la posible contaminación del agua potable de una mina de cobre en proyecto. y negoció importantes contribuciones y regalías financieras de las empresas mineras Quellaveco y Southern, asegurando 1.000 millones de soles y 108 millones de soles, respectivamente. También obtuvo más de 720 millones de soles del gobierno del presidente Ollanta Humala para proyectos de infraestructura pública en la región.
Concluyó su mandato como gobernador de Moquegua en 2014, con una serie de mejoras educativas y económicas que fue destacada por The Washington Post.

## Vicepresidencia y ministro de Kuczynski (2016-2018)
Martín Vizcarra fue elegido primer vicepresidente de Perú en las elecciones generales de 2016, presentándose junto a Pedro Pablo Kuczynski por el partido Peruanos Por el Kambio. Poco después de las elecciones, fue nombrado ministro de Transportes y Comunicaciones, cargo que ocupó de 2016 a 2017. Durante este tiempo, gestionó la respuesta del gobierno a las graves inundaciones que devastaron gran parte de Perú a finales de 2016 y principios de 2017.

Vizcarra se vio envuelto en la polémica en torno a la construcción del Aeropuerto Internacional de Chinchero, en Cuzco. Ante las acusaciones de sobornos y retrasos burocráticos, suspendió los contratos relacionados con el proyecto a la espera de una investigación de la Contraloría. Tras prolongados cuestionamientos relacionados tanto con el proyecto del aeropuerto como con los esfuerzos de reconstrucción tras las inundaciones de El Niño costero de 2017, Vizcarra renunció a la cartera ministerial tras el pliego interpelatorio de las bancadas de Acción Popular, Fuerza Popular, Frente Amplio y el APRA.  Tras su dimisión, el contralor general Édgar Alarcón recomendó emprender acciones legales contra los funcionarios implicados en el proyecto aeroportuario. 

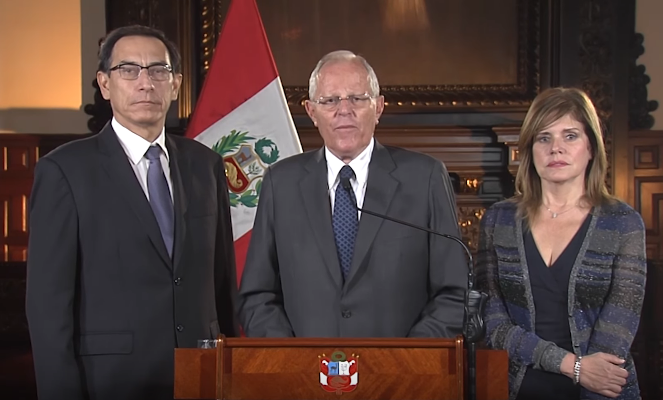
Pedro Pablo Kuczynski al lado de sus vicepresidentes, Martín Vizcarra y Mercedes Aráoz, en mensaje a la Nación previo al inicio del primer proceso de destitución.

En septiembre de 2017, Vizcarra fue nombrado Embajador Extraordinario y Plenipotenciario de Perú en Canadá. Sin embargo, su mandato como embajador se vio interrumpido cuando se agravó la crisis política en Perú, con el presidente Kuczynski enfrentándose a un debate en el Congreso sobre su posible destitución. Vizcarra regresó a Perú en diciembre de 2017, justo antes de la primera votación sobre la destitución de Kuczynski. Después de que Kuczynski sobreviviera a la votación inicial, Vizcarra regresó brevemente a Canadá para continuar con sus funciones diplomáticas.

## Presidencia (2018-2020)
Martín Vizcarra asumió la presidencia del Perú el 23 de marzo de 2018 tras la dimisión del presidente Pedro Pablo Kuczynski. El escritor Mario Vargas Llosa comentó que los antecedentes políticos de Vizcarra «eran prometedores», señalando que, a diferencia de muchos de sus contemporáneos, Vizcarra había actuado dentro de los límites de la ley y también predijo que, si su popularidad aumentaba significativamente, la oposición de los fujimoristas en el Congreso podría intensificarse, y podrían dejar de lado sus divisiones internas para desafiar su liderazgo.

### Toma de mando
Vizcarra se dirigió al Palacio de Torre Tagle, en donde se le otorgó la Orden El Sol del Perú en el grado de Gran Collar y la Orden al Mérito por Servicios Distinguidos, en el grado de Gran Cruz Especial por su labor como Embajador del Perú en Canadá. En su discurso frente al Congreso, definió las líneas políticas de su gobierno: el enfoque en la educación, el fortalecimiento institucional y la lucha contra la corrupción.
El nuevo gobierno heredó el gabinete ministerial del finalizado gobierno de Kuczynski, que encabezaba la vicepresidenta Mercedes Aráoz. Vizcarra anunció la renovación total del Consejo de Ministros. El 27 de marzo, Edmer Trujillo Mori juramentó como Ministro de Transportes y Comunicaciones. El 6 de abril, fue reconocido como jefe supremo de las Fuerzas Armadas y la Policía Nacional del Perú en una ceremonia que tuvo lugar en la sede del Cuartel General del Ejército del Perú, en San Borja.

### Relación con el Congreso

#### Fuerza Popular
Los congresistas de Fuerza Popular, que dominaban el parlamento en mayoría de escaños, al igual que el resto de parlamentarios, aplaudieron a Vizcarra durante su juramentación como presidente. Sin embargo, no pasó mucho tiempo antes de que empezaran los enfrentamientos entre ambos poderes, que a la postre conducirían a la disolución del Congreso. Fuerza Popular, desde un inicio, tuvo al APRA como un aliado en el Congreso. El congresista aprista Javier Velásquez Quesquén admitió que, si bien nunca se formalizó una alianza política entre ambas fuerzas, existía una «alianza estratégica» dentro del Congreso, lo que explicaba que los dos hubieran compartido la Mesa Directiva en dos legislaturas seguidas, y que coincidieran en las votaciones del pleno y de las comisiones. Ello dio origen al término de fujiaprismo o aprofujimorismo.
Si bien al principio Vizcarra evitó confrontaciones con el Congreso, la reforma judicial que impulsó a partir de julio de 2018, y la reforma política que puso en marcha en abril de 2019, marcaron un punto de quiebre en su relación con el Congreso. El Ejecutivo se fortaleció frente a la población debido a sus enfrentamientos en contra del Congreso al cual acusó de "obstruccionista". En contraparte, el Congreso pareció que empezaba a perder fuerza, cuando Keiko Fujimori y otros dirigentes de su partido fueron puestos en prisión preventiva al estar presuntamente implicados en el caso Odebrecht por haber recibido dinero ilícito para sus campañas electorales del 2011 y 2016. Fuerza Popular sufrió una crisis interna y varios miembros de su bancada en el Congreso renunciaron a la misma, de tal modo que de los 73 miembros que tuvo en un principio, dicha cifra se redujo a 55. Otro golpe para el fujimorismo fue la anulación del indulto humanitario al expresidente Alberto Fujimori, el 4 de octubre de 2018.
Asimismo, se formaron nuevas bancadas en el Congreso, que de cinco pasaron a doce, por lo que inicialmente se avizoraba que Fuerza Popular perdería el control del Congreso, al producirse una nueva correlación de las fuerzas políticas. Pero ello no ocurrió, pues al iniciarse la legislatura de 2019, lograron el apoyo de las bancadas de Acción Republicana, Contigo y Cambio 21, con quienes compartían la Mesa Directiva.

#### Propuesta de adelanto de elecciones
En su Mensaje a la Nación por Fiestas Patrias del 28 de julio de 2019, luego del recuento de su labor en la presidencia, Vizcarra anunció que en vista que el Congreso había desnaturalizado el proyecto de reforma constitucional sobre la inmunidad parlamentaria, consideraba que no le habían dado la confianza, y por tanto, anunció la presentación de un nuevo proyecto de reforma constitucional para adelantar las elecciones generales para 2020, es decir, un año antes del 2021, año en que culminaría su período. Este anuncio tomó por sorpresa a la ciudadanía y a los congresistas, que no se esperaban un anuncio de esta envergadura durante el mensaje presidencial. El Poder Ejecutivo entregó el proyecto al Congreso el 31 de julio de 2019, Una consecuencia fue el distanciamiento de Mercedes Aráoz con el presidente Vizcarra, pues adujo que no había sido consultada o informada de una decisión tan importante en la que tenía directa injerencia por ser la segunda vicepresidenta. Aráoz mostró su disconformidad con el proyecto, pues consideraba que se debía cumplir el periodo por el cual había sido elegido el Gobierno. Pocos días después, junto con Carlos Bruce y Ana María Choquehuanca, Araoz renunció a la bancada de PpK en el Congreso, al considerar que se había quebrado la democracia interna. La bancada de PpK, al quedarse solo con 4 miembros, estuvo a punto de disolverse por no contar con el número mínimo de 5 miembros, pero lo evitaron al incluir en sus filas a la congresista Yesenia Ponce. El premier Del Solar criticó la decisión de Aráoz, pues según su opinión, se daba en momentos en que la oposición andaba tramando desestabilizar al gobierno.
La Comisión de Constitución, presidida por Rosa Bartra, y que era la primera instancia que debía discutir el proyecto de adelanto de elecciones, dio largas al asunto, agravando más la crisis política. Los fujimoristas consideraron que solo había dos caminos para resolver la crisis política: la vacancia o la renuncia del presidente de la República. El otro camino, el cierre del Congreso por negar una segunda cuestión de confianza, fue desaprovechado entonces por el gobierno, porque esperaba negociar con la oposición otra salida menos drástica. El premier Del Solar, según se supo después, entabló diálogos discretos con los experimentados congresistas Víctor Andrés García Belaunde (Acción Popular), Luis Ibérico Núñez (APP), (Luis Galarreta (Fuerza Popular), Jorge del Castillo y Javier Velásquez Quesquén (Apra), convencido de poder llegar a un entendimiento, pero sin ningún resultado.
El mismo presidente del Congreso Pedro Olaechea declaró estar dispuesto al diálogo con el presidente Vizcarra y planteó un agenda personal, en el que, además del adelanto de elecciones, consideraba prioritarios temas como la generación de empleo, la seguridad ciudadana y la reconstrucción del norte (pese a que estos último no eran de competencia directa del Congreso). La reunión entre ambos se llevó a cabo el 3 de septiembre de 2019 en Palacio de Gobierno. El 3 de septiembre, transcurrido más de un mes del anuncio de Fiestas Patrias de Vizcarra, la Comisión de Constitución anunció la ratificación de su Consejo Consultivo de treinta personas para analizar el proyecto. El 4 de septiembre, el presidente del Consejo de Ministros, Salvador del Solar y el ministro de Justicia, Vicente Zeballos asistieron a la Comisión para sustentar el proyecto de adelanto de elecciones. También fueron citados los titulares de entidades como la Oficina Nacional de Procesos Electorales (ONPE), el Jurado Nacional de Elecciones (JNE) y el Registrado Nacional de Identificación y Estado Civil (Reniec), así como constitucionalistas y economistas. Las opiniones se mostraron divididas: para unos era constitucional el adelanto de elecciones; para otros era anticonstitucional y antidemocrático.
También Olaechea solicitó la opinión de la Comisión de Venecia sobre el proyecto del adelanto de elecciones, aunque ella no tendría carácter vinculante. El 24 de septiembre, los miembros de la Comisión de Venecia visitaron el Congreso, donde escucharon las distintas posiciones de las bancadas sobre el proyecto de adelanto de elecciones; luego se reunieron con los representantes del gobierno.
El 25 de septiembre de 2019, la Comisión de Constitución presidida por Rosa Bartra dio un predictamen que aconsejaba archivar el proyecto de adelanto de elecciones, pues consideraba que era «per se anticonstitucional». Al día siguiente, el predictamen se debatió durante dos horas en el seno de la Comisión, y finalmente, fue aprobado con 13 votos a favor y uno en contra. Los votos a favor fueron del bloque fujimorista (8 en total), así como de sus las bancadas del Apra, Acción Republicana, Contigo, Cambio 21 y Alianza para el Progreso (1 voto cada uno). El único que votó en contra fue Yonhy Lescano, de Acción Popular. Los representantes de las otras bancadas (Frente Amplio, Nuevo Perú, PpK, Unidos por la República y Bancada Liberal) no participaron pues se retiraron como protesta, al no lograr que el proyecto fuera debatido en el pleno.
El gobierno y las bancadas contrarias al fujimorismo cuestionaron severamente este archivamiento, que se daba incluso antes de tener la opinión de la Comisión de Venecia, que había sido solicitada por el mismo presidente del Congreso; según su opinión, quedaba claro que desde el primer momento el fujimorismo y sus aliados habían tomado una decisión y que todo alarde de buscar un diálogo había sido solo una maniobra dilatoria.

#### Cuestión de confianza sobre elección de miembros del Tribunal Constitucional
Coincidiendo con la discusión por el proyecto de adelanto de elecciones y de la solicitud de habeas corpus a favor de Keiko Fujimori ante el Tribunal Constitucional, el 11 de septiembre de 2019, el fujimorismo y sus aliados del Congreso apresuraron el proceso de selección de los magistrados de dicho tribunal, que estaba pendiente desde noviembre del año anterior. Aunque solo se estaba cumpliendo con la ley establecida, ya que el periodo de los magistrados estaba vencido, se destacó la inusual celeridad con la que se seleccionaron a los once candidatos a dicho Tribunal, varios de los cuales fueron cuestionados por sus nexos con partidos políticos o con las investigaciones realizadas por la fiscalía. Se programó, para el 30 de septiembre, la reunión del pleno del Congreso para la elección de los magistrados.
El viernes 27 de septiembre de 2019, el presidente Vizcarra dio un mensaje a la Nación en el que anunció que su Gabinete presentaría ante el Congreso una cuestión de confianza orientada a suspender el proceso de elección de los magistrados del Tribunal Constitucional y modificar el mecanismo para dicha elección, a fin de garantizar su transparencia. Dijo que ante el evidente reparto de cargos (cuotas políticas) que estaban haciendo el fujimorismo y sus aliados para dicho tribunal con sus allegados, era necesario frenar ese intento. Sobre el archivamiento del proyecto de adelanto de elecciones, Vizcarra no dijo nada, aunque luego el premier Del Solar aseguró que se seguiría insistiendo en ese tema.
En la mañana del 30 de septiembre, se reunió la Junta de Portavoces del Congreso de la República, y acordó que, en la sesión del pleno programada para ese día, se realizara primero la elección de los miembros del Tribunal Constitucional. Asimismo, determinó que recién al término de dicho proceso se recibiría al primer ministro Salvador del Solar y a los integrantes de su Gabinete para que sustenten la cuestión de confianza.
Ese mismo día, el premier Salvador del Solar llegó al Congreso y tras un intento de impedirle su ingreso al hemiciclo, fue recibido por Pedro Olaechea, que le permitió hablar en el pleno. Del Solar presentó la cuestión de confianza y luego se retiró.
Pese a que, en el pedido de cuestión de confianza, se planteaba, además de un nuevo mecanismo para la elección de los magistrados, que se suspendiera el proceso de elección en curso iniciado hace más de una semana, la mayoría del Congreso decidió llevarla adelante. Se eligió a uno de los postulantes como Magistrado, el abogado Gonzalo Ortiz de Zevallos Olaechea.

#### Disolución del Congreso
Mientras que en el Congreso se debatía aún la cuestión de confianza, el presidente Martín Vizcarra dio un mensaje a la Nación, anunciando la disolución del Congreso de la República, pues consideraba que la elección de un candidato al Tribunal Constitucional era una «negación fáctica» a la cuestión de confianza presentada por el premier Del Solar. Dijo además que, como paso siguiente, llamaría a elecciones de congresistas de la República.

Que sea finalmente el pueblo el que decida. El cierre que dispongo está dentro de mis facultades contenidas en la Constitución dando fin a esta etapa de entrampamiento político. Que se defina en las urnas el futuro del país.
Martín Vizcarra, 30 de septiembre de 2019.

En la tarde de ese mismo día, el pleno del Congreso de la República se volvió a reunir y aprobó otorgarle la confianza al Ejecutivo, con 50 votos a favor, 31 en contra y 13 abstenciones.

### Obras y hechos importantes
Durante los primeros meses de su gobierno, Vizcarra actuó de manera cautelosa y evitó cualquier disputa con el Congreso. No obstante, está actitud no fue bien vista por la población, y de un 57% que tenía de aprobación inicial, cayó hasta el 35% en julio de 2018. Tras el estallido del escándalo de CNM Audios en ese mismo mes de julio y el anuncio de la realización de un referéndum para agilizar la reforma judicial, el gobierno empezó a recuperar el apoyo de la población, lo que se reflejó en una subida de su aprobación en las encuestas, que en diciembre de 2018 llegó a su pico más alto: 66%. La población vio también con simpatía que el presidente Vizcarra apoyara abiertamente la lucha contra la corrupción y la labor del Equipo Especial de Fiscales del caso Lava Jato. 
Luego de poner en camino la reforma judicial, Vizcarra se enfocó en llevar adelante la reforma política; sus críticos, sin embargo, consideraron que solo buscaba confrontar al Congreso, debido a la caída de su popularidad (en marzo de 2019 bajó a 56%). Pasado el entusiasmo de la lucha contra la corrupción política y judicial, la ciudadanía empezó a exigir al gobierno que se enfocara en otros temas que consideraban que estaban descuidados, como la cuestión socioeconómica y la inseguridad ciudadana.

#### Referéndum constitucional en Perú en 2018
El 28 de julio de 2018, Vizcarra propuso un referéndum nacional destinado a reformar el sistema político. El referéndum pretendía prohibir la financiación privada de las campañas políticas, prohibir la reelección de legisladores e introducir una segunda cámara legislativa.
The Washington Post describió la iniciativa de Vizcarra como una «respuesta decisiva a un escándalo de corrupción que envuelve a las más altas instancias del poder judicial» y afirmó que ofrecía una rara oportunidad de restaurar la integridad de las instituciones públicas.
A pesar del apoyo generalizado, surgió oposición política tras la detención temporal de la líder opositora Keiko Fujimori. El 11 de octubre de 2018, miembros de la Alianza Popular Revolucionaria Americana y de Fuerza Popular, liderada por el fujimorismo, presentaron un proyecto de ley para modificar o eliminar las propuestas de Vizcarra. Sin embargo, el 9 de diciembre de 2018, los peruanos votaron a favor de tres de las cuatro reformas propuestas, rechazando únicamente la creación de un congreso bicameral. Vizcarra retiró su apoyo a esta propuesta después de que el Congreso, dominado por los fujimoristas, alterara su contenido de una manera que habría disminuido los poderes presidenciales.

#### Reforma judicial

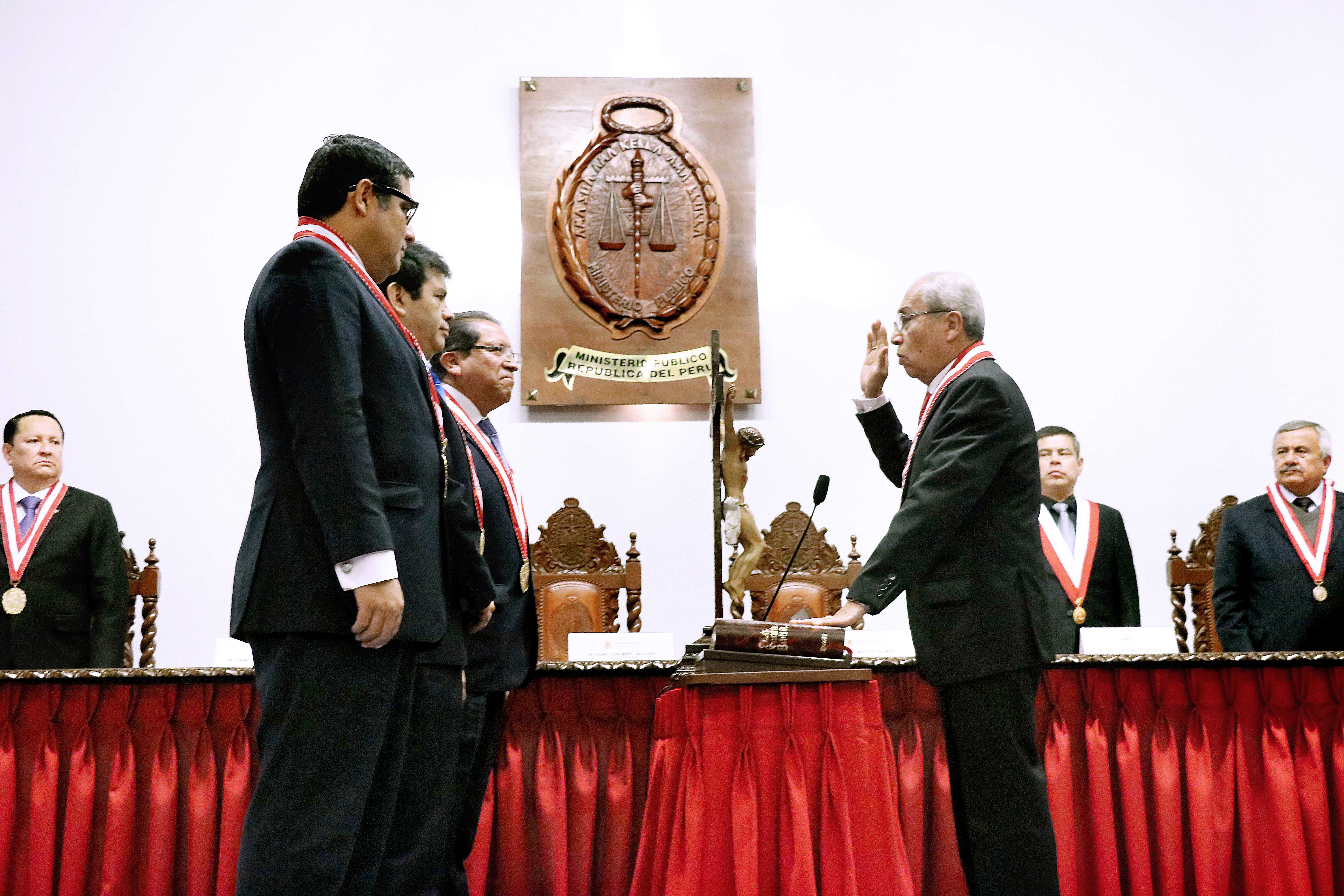
La juramentación de Pedro Chávarry como fiscal de la Nación, el 20 de julio de 2018. Desde el principio, la gestión de Chávarry se caracterizó por un continúo enfrentamiento con el Poder Ejecutivo, e incluso con algunos miembros del mismo Ministerio Público, al ser sindicado como miembro de Los Cuellos Blancos del Puerto.

El 7 de julio de 2018, el portal IDL-Reporteros, liderado por el periodista Gustavo Gorriti, difundió una serie de audios a través del programa periodístico Panorama. Se destapó así un grave escándalo de corrupción denominado CNM Audios, Lava Juez o Corte y Corrupción. Se trata de escuchas telefónicas en los que se revelan supuestos actos de corrupción y tráfico de influencias que involucraban directamente a jueces y miembros del Consejo Nacional de la Magistratura (CNM). En los audios se escucha a César José Hinostroza Pariachi (juez supremo), a Iván Noguera Ramos (consejero), a Julio Gutiérrez (consejero) y a Walter Ríos (presidente de la Corte Superior del Callao), negociando y utilizando su influencia personal en ámbitos de gobierno, a través de conexiones con personas, y con el fin de obtener favores y tratamiento preferencial. Posteriores filtraciones comprometieron a otros personajes, entre ellos al fiscal supremo Pedro Gonzalo Chávarry (pese a lo cual, pocos días después, juró como Fiscal de la Nación), así como empresarios como Antonio Tamayo, y el presidente de la Federación Peruana de Fútbol Edwin Oviedo. A todos los involucrados en el caso CNM Audios se les consideró como miembros de una organización criminal, que fue denominada como Los Cuellos Blancos del Puerto.
El 11 de julio de 2018, Vizcarra anunció la creación de una comisión para reformar el Poder Judicial, la cual estaba presidida por Allan Wagner. Ese mismo día el Presidente de la Corte Suprema Duberlí Rodríguez anunciaba la crisis en el sistema judicial. El 28 de julio de 2018, en su discurso a la Nación, Vizcarra anunció que, en vista que el Congreso no parecía dispuesto a agilizar la reforma judicial, convocaría a un referéndum para trasladar a la población la aprobación de cuatro reformas constitucionales; la primera de ellas sería la reforma judicial, que empezaría por la reorganización del Consejo Nacional de la Magistratura (CNM); las otras tres eran reformas políticas: la restitución de la bicameralidad en el Congreso, la prohibición de la reelección de los congresistas y una nueva legislación sobre el financiamiento de los partidos políticos. Fijó incluso el plazo para la realización del referéndum: diciembre de 2018.
Transcurrían los meses y el Congreso, controlado por el fujimorismo, se rehusaba en aprobar los proyectos del referéndum en los tiempos estipulados por el gobierno, así como daba la impresión de que tenía la intención de «blindar» al juez Hinostroza y al fiscal Chávarry. Vizcarra anunció entonces la presentación de una cuestión de confianza, encontrando un aliado en el presidente del Congreso Daniel Salaverry, quien ya empezaba a desmarcarse del grupo fujimorista. Presionada por el gobierno y la opinión pública, la mayoría fujimorista aprobó finalmente los proyectos dentro del plazo fijado, el 4 de octubre de 2018.
El referéndum finalmente se realizó el 8 de diciembre de 2018, en el que la ciudadanía aprobó tres de los proyectos, incluida la reforma judicial (el retorno de la bicameralidad congresal fue rechazada). Ello se interpretó como un triunfo del gobierno.
Como la prioridad era la reforma judicial, el gobierno envió al Congreso el proyecto de ley orgánica para la implementación de la Junta Nacional de Justicia (JNJ), que reemplazaría al Consejo Nacional de la Magistratura. Se instó al Congreso a que diera prioridad a su debate y aprobación. Tras algunas modificaciones al proyecto original, el pleno del Congreso, tras arduos debates en las comisiones de Justicia y Constitución, aprobó el proyecto el 1 de febrero de 2019.
El 18 de febrero de 2019, el presidente Vizcarra promulgó la Ley N° 30916 o Ley Orgánica de la Junta Nacional de Justicia (JNJ), por lo que se creaba oficialmente dicho organismo.
En cuanto a los implicados en el caso CNM Audios: el juez César Hinostroza, luego que el Congreso le destituyera, huyó a España, donde fue capturado; se halla actualmente en trámite su extradición. Walter Ríos se haya en prisión preventiva. Chávarry fue removido de su cargo de Fiscal de la Nación, aunque sigue siendo fiscal supremo, pese a las denuncias constitucionales que pesan sobre él.

#### Gestión anticorrupción: Odebrecht y OAS
Vizcarra apoyó públicamente al Equipo Especial de Fiscales de Lava Jato, el primer caso en mostrar un gran avance fue el de Keiko Fujimori, investigada por lavado de activos, por haber recibido presuntamente dinero ilícito de parte de la empresa Odebrecht durante las campañas electorales de 2011 y 2016 (caso Cócteles). El juez Richard Concepción Carhuancho hizo suya la tesis del fiscal y ordenó detención preventiva por 36 meses para Keiko Fujimori y otros dirigentes de Fuerza Popular, en octubre de 2018.
A su vez, en noviembre del mismo año, el Poder Judicial dictó 18 meses de impedimento de salida del país para el presidente Alan García, quien al conocer dicha medida solicitó asilo diplomático en la Embajada de Uruguay, pedido que finalmente le fue rechazado a inicios de diciembre. Papel fundamental para el rechazo del gobierno de Uruguay fue la comunicación telefónica que Vizcarra tuvo con el presidente de dicho país, Tabaré Vázquez, a quien le pidió que fuera consecuente con el compromiso de lucha contra la corrupción que Uruguay había suscrito en convenios internacionales.
Cuando en vísperas del Año Nuevo de 2019 el cuestionado fiscal de la Nación Pedro Gonzalo Chávarry removió de sus cargos a los fiscales del Equipo Lava Jato, Rafael Vela Barba y José Domingo Pérez, la ciudadanía reaccionó indignada y realizó masivas protestas en Lima y provincias. El mismo presidente Vizcarra, que estaba en viaje a Brasil, regresó al Perú, e hizo una caminata al Congreso llevando una propuesta de un proyecto de ley para declarar en emergencia al Ministerio Público.
El 15 de febrero de 2019, el Equipo de Fiscales de Lava Jato y la empresa Odebrecht, firmaron el acuerdo de Colaboración Eficaz y Beneficios en Sao Paulo, Brasil. El monto de la reparación civil acordado fue de S/610 millones, más los intereses legales, que ascenderán a S/150 millones. El dinero será pagado en un plazo de 15 años. La empresa brasileña se comprometía a brindar información con respecto a cuatro proyectos en las que había admitido haber dado coimas: Corredor Vial Interocéanico Sur (tramos 2 y 3); Línea 1 del Metro de Lima (tramos 1 y 2); Vía Evitamiento del Cusco; y Proyecto Vía Costa Verde-tramo Callao. Hubo críticos en el Perú, encabezados por la congresista Yeni Vilcatoma, que rechazaron el acuerdo por considerar que beneficiaba más a la empresa que al Estado; se promovió incluso una interpelación al ministro de Justicia Vicente Zeballos.
Las delaciones premiadas permitieron el avance de los casos, como el de Alan García, investigado por el caso del Metro de Lima y de la Interoceánica Sur. En abril de 2019, el fiscal José Domingo Pérez amplió dicha investigación a Luis Nava Guibert y a Miguel Atala (hombres del entorno íntimo de García), así como a sus hijos, por presuntamente haber recibido dinero de Odebrecht, dinero que en realidad habría estado destinado a Alan García. El 16 de abril de 2019, el Poder Judicial ordenó la detención preliminar por diez días de Alan García, junto con otras ocho personas, todos los cuales fueron sindicados de integrar una organización criminal para recepcionar dineros ilícitos, cuya cabeza sería el expresidente. En la mañana del 17 de abril de 2019, cuando un fiscal y un grupo de agentes de la policía llegaron a la casa de Alan García para cumplir la orden judicial, el expresidente se encerró en su habitación y se disparó un tiro en la cabeza, falleciendo horas después en la sala de urgencias del Hospital Casimiro Ulloa. Poco después, Miguel Atala confesó que el dinero que recibió de Odebrecht era en realidad para Alan García, al que fue transfiriendo en partes fraccionadas entre el 2010 y 2018.
El 7 de mayo de 2019, se formalizó la acusación contra Ollanta Humala y Nadine Heredia por el presunto delito de lavado de activos en organización criminal, al ser ambos sindicados de haber recibido de Odebrecht US$ 3 millones para su campaña electoral del 2011. Este caso está a cargo del fiscal Germán Juárez Atoche, quien pidió 20 años de prisión efectiva para Ollanta y 26 años para Nadine. Se incluyó también en la acusación a amigos y allegados a la pareja.
Otro caso importante, dentro del caso Lava Jato, es el que involucra a otra empresa brasileña, OAS, que habría también pagado coimas por obras públicas y financiado de manera ilícita campañas electorales presidenciales y municipales en el Perú. El acuerdo de colaboración entre OAS y la Fiscalía se inició el 13 de marzo de 2019. El Equipo de Fiscales de Lava Jato interrogó a exdirectivos de la empresa y a su mismo expresidente, Léo Pinheiro, preso actualmente en Brasil. Las delaciones de OAS se refieren a aportes irregulares a la campaña del No a la revocatoria y de la reelección de la exalcaldesa de Lima Susana Villarán; y sus posibles vínculos con el exalcalde de Lima Luis Castañeda Lossio. Así como aportes dados al expresidente Ollanta Humala y su esposa Nadine Heredia.

#### Reforma política
El 21 de diciembre de 2018, el gobierno oficializó la conformación de la Comisión de Alto Nivel para la Reforma Política. Estaba integrada por el politólogo Fernando Tuesta Soldevilla, como coordinador, y los académicos Paula Valeria Muñoz Chirinos, Milagros Campos Ramos, Jessica Violeta Bensa Morales y Ricardo Martin Tanaka Dongo. Basándose en el informe que dio dicha Comisión, el gobierno presentó doce propuestas de reforma política ante el Congreso (11 de abril de 2019). Excluyó, sin embargo, el tema de la bicameralidad, por haber sido recientemente rechazado en el referéndum.
Entre los proyectos de reforma constitucional se encontraban:
- La modificación de los impedimentos para ser candidato a cualquier cargo de elección popular, a fin de mejorar la idoneidad de los postulantes;
- La ampliación del mandato regional y municipal a cinco años, para que coincidan con las elecciones generales.[89]
- La elección de los congresistas se realice en la segunda vuelta presidencial;
- La eliminación del voto preferencial y la paridad y alternancia en la lista de candidatos.
- Para los partidos políticos, se buscaba promover las elecciones internas, abiertas, simultáneas y obligatorias organizadas por la ONPE.
- El levantamiento de la inmunidad parlamentaria no sea competencia del Congreso, sino de la Corte Suprema de Justicia.[89]

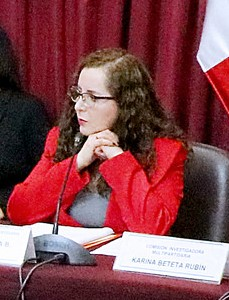
La congresista Rosa Bartra, presidenta de la Comisión de Constitución que archivó el proyecto de inmunidad parlamentaria, el detonante para el pedido de cuestión de confianza del Ejecutivo.

En el Congreso, el fujimorismo y sus aliados demoraron la revisión de las reformas políticas planteadas por el Ejecutivo. La Comisión de Constitución, presidida por Rosa Bartra, que es la primera instancia donde deben verse los proyectos de reforma constitucional y legislativa, aprobó su propio cronograma para revisar todos los proyectos pendientes, sin priorizar los del Ejecutivo. Se temía que, a ese paso, las reformas políticas planteadas por el Ejecutivo no lograrían estar expeditas para las elecciones generales de 2021, ya que los plazos se vencerían. Una reunión realizada el 15 de mayo de 2019 en Palacio de Gobierno entre los representantes del Ejecutivo y el Legislativo, acordó un cronograma alternativo para priorizar los proyectos de reforma. Sin embargo, al día siguiente, la Comisión de Constitución, luego de un corto debate, mandó al archivo el proyecto que proponía que el levantamiento de inmunidad parlamentaria fuera decisión de la Corte Suprema y no del mismo Congreso, argumentando que defendían los fueros del Congreso.
En la mañana del 21 de mayo de 2019, el presidente Vizcarra, el primer ministro Salvador del Solar y el ministro de Justicia Vicente Zevallos, se apersonaron en el Congreso donde Vizcarra anunció que sus ministros no acudirían a la Comisión que veía el trámite de la reforma política, pues consideraba que no estaban dadas las condiciones para la reforma, como lo demostraba el hecho que la Comisión archivara uno de los puntos que trataba sobre la inmunidad parlamentaria.
El fujimorismo acusó al Ejecutivo de querer usar como mesa de partes al Congreso e imponer sus reformas, pero el Ejecutivo dijo que solo planteaba que cada una de las reformas se discutieran ampliamente y se hicieran las modificaciones que se considerasen necesarias, habida cuenta de que se trataba de reformas que apoyaba la ciudadanía, según se reflejan en las encuestas de opinión pública.
El 28 de mayo de 2019, la Comisión Permanente del Congreso, dominada también por Fuerza Popular, mandó al archivo las denuncias constitucionales que pesaban sobre los fiscales Pedro Chávarry y Tomás Gálvez, sindicados de pertenecer a la organización criminal Los Cuellos Blancos del Puerto. La prensa dijo que la alianza partidaria Fuerza Popular-APRA seguía «blindando» a funcionarios involucrados en corrupción, aunque ellos negaron tal intención.
El 29 de mayo de 2019, el presidente Vizcarra dio un mensaje a la Nación, en el que anunció su decisión de plantear la cuestión de confianza ante el Congreso en respaldo a la reforma política y la lucha contra la corrupción, luego del blindaje que el Congreso había hecho del fiscal Chávarry, así como por el archivamiento del proyecto que buscaba reformar la inmunidad parlamentaria, convertida en un instrumento para que los congresistas involucrados en delitos comunes evadan la justicia. El presidente, acompañado por los miembros de su gabinete ministerial y los gobernadores regionales, manifestó que la cuestión de confianza se sustentará en la aprobación de los proyectos de reforma «sin vulnerar la esencia».:
El 4 de junio de 2019, Salvador del Solar se presentó en el Pleno del Congreso para exponer y solicitar la cuestión de confianza. Terminada su exposición, se inició el debate parlamentario, que tuvo que ser extendido hasta el día siguiente. Finalmente, al mediodía del 5 de junio de 2019 se realizó la votación. La cuestión fue aprobada con 77 votos a favor, 44 en contra y 3 abstenciones.
Rosa Bartra anunció un nuevo cronograma para priorizar los proyectos de reforma política. El nuevo cronograma comenzaría a implementarse el 7 de junio.: La comisión debatió los dictámenes entre el 7 de junio y el 20 de julio. El fujimorismo y sus aliados hicieron una serie de cambios en los proyectos, y sobre el levantamiento de inmunidad de los parlamentarios. Se rechazó la propuesta del Ejecutivo de que sea la Corte Suprema la encargada de levantar la inmunidad a los congresistas, disponiendo que el Congreso siga conservando esa prerrogativa. La única variante era que proponía plazos definidos para que el Congreso levantase la inmunidad una vez que el Poder Judicial hiciera el pedido respectivo. Además, se planteaba que el pedido se dé solo cuando exista sentencia firme.
Consultado el primer ministro Salvador del Solar sobre los dictámenes aprobados en la Comisión de Constitución, consideró que solo cinco respetaban el espíritu de las reformas planteadas por el Ejecutivo, y que el último, sobre la inmunidad parlamentaria, significaba un retroceso, pues no respetaba la cuestión de confianza, que había surgido precisamente cuando la Comisión de Constitución mandó al archivo ese mismo proyecto.
Sometidos los seis proyectos al pleno del Congreso, se aprobaron entre el 22 y el 25 de julio, incluyendo más modificaciones a los proyectos originales del Ejecutivo, sobre todo en lo que tenía que ver con la democracia interna y la inmunidad parlamentaria. El 27 de agosto de 2019, el gobierno promulgó las autógrafas que convierten en leyes cuatro de dichas reformas (inscripción de organizaciones políticas; financiamiento de los partidos; democracia interna; y paridad y alternancia en las listas). Las otras dos reformas pendientes (que, a saber, son sobre la inmunidad parlamentaria y el impedimento para ejercer cargos públicos), por ser reformas de tipo constitucional, continuaron en manos del Congreso, pues necesitan de otra legislatura para su aprobación.

### Conflictos sociales

#### Oleoducto Norperuano
El 27 de noviembre de 2018, miembros de la comunidad nativa de Mayuriaga, en el distrito de Morona, provincia del Datem del Marañón en el departamento de Loreto, sabotearon el oleoducto Norperuano a la altura del km 193 en el ramal norte. Acto seguido, bloquearon la zona y no dejaron reparar la rotura del ducto, produciéndose un derrame cuantioso de petróleo, ocasionando millones de soles en pérdidas, así como un atentado al medio ambiente. Luego de 90 días, aceptaron finalmente un acuerdo con el gobierno, representado por el primer ministro César Villanueva, comprometiéndose los mismos pobladores en reparar el ducto, mientras que el gobierno se comprometía a mejorar las condiciones de la comunidad en salud, educación y otros rubros (26 de febrero de 2019).
Para algunos analistas, este episodio resultó un mal precedente y una prueba más de la claudicación del gobierno frente al chantaje camuflado bajo reclamo social. El 19 de junio de 2019 se reportó otra rotura del oleoducto norperuano a la altura del kilómetro 237, en la comunidad nativa Nuevo Progreso, distrito de Manseriche, a 35 km de Mayuriaga.
El 9 de julio de 2019, Petroperú informó de otro sabotaje al Oleoducto Norperuano. Ocurrió a la altura del km 371+734 del tramo 2 del oleoducto, en la comunidad de Tayuntsa, provincia de Bagua, Región Amazonas, cerca del río Nieva. No obstante, el daño no ha sido mayor porque el bombeo de crudo se encuentra paralizado a raíz de la medida de fuerza que iniciaron las federaciones indígenas en Loreto el 5 de julio y que generó la toma de la Estación 5 en Loreto. Estas poblaciones se consideran afectadas por la actividad petrolera.

#### Las Bambas
El 4 de febrero de 2019, pobladores de la comunidad de Nueva Fuerabamba (Challhuahuacho, Cotabambas, Apurímac) empezaron a bloquear un tramo del corredor vial Apurímac-Cusco-Arequipa, que conduce hacia la mina Las Bambas, interrumpiendo así el traslado del mineral de cobre al puerto de Matarani. Los comuneros exigían a la empresa minera MMG Las Bambas el pago de 100 millones de soles por el uso de la vía, la cual pasaba por un predio de su propiedad, en Yavi Yavi (Chumbivilcas, Cusco). 
El 21 de marzo de 2019 se iniciaron las negociaciones entre el gobierno, los representantes de la empresa minera y los dirigentes de la comunidad. Estando en ello, el 23 de marzo, el presidente de la comunidad Gregorio Rojas Paniura y cuatro abogados, que estaban entre los negociadores, fueron apresados y detenidos preliminarmente, acusados de crimen organizado y extorsión en agravio de la empresa minera, sobre un proceso iniciado de oficio en 2017. Los comuneros de Fuerabamba condicionaron el reinicio del diálogo a la liberación de su presidente y de sus asesores legales. El gobierno respondió que era un tema judicial en el que no podía intervenir.
El 29 de marzo, el gobierno declaró en emergencia al distrito de Challhuahuacho, y amplió el estado de emergencia declarado en parte del Corredor Vial Apurímac-Cusco-Arequipa. El 30 de marzo fue liberado el presidente de la comunidad de Fuerabamba, Gregorio Rojas, y se reinició el diálogo.  El 11 de abril de 2019 se realizó la mesa de diálogo en Challhuahuacho, con la presencia del presidente del Consejo de Ministros Salvador del Solar y tres ministros de Estado, y la participación de representantes de las 38 comunidades del distrito. Los diálogos continúan hasta la fecha.

#### Tía María
El 9 de julio de 2019, el Ministerio de Energía y Minas confirmó el otorgamiento de la licencia de construcción a la empresa Southern Perú Copper Corporation para el desarrollo del proyecto minero Tía María, que contempla la explotación de dos grandes minas de cobre en la provincia de Islay del departamento de Arequipa. Sin embargo, una parte de la población arequipeña, respaldada por sus autoridades regionales, se opuso al proyecto, ya que temen que afecten la provisión del agua en una zona que es mayormente agropecuaria. Vista esta situación, la empresa y el gobierno se comprometieron a no poner en marcha el proyecto, hasta que no se logre la «licencia social», es decir, se llegue a un entendimiento con la población.204 205 La población de Arequipa inició un paro indefinido, además del bloqueo de carreteras que unen a la región con el centro y el sur del país.
El 9 de agosto el gobierno comunicó la suspensión de la licencia de construcción otorgada a la empresa Southern Peru Copper Corporation para la ejecución del proyecto tras una resolución del Consejo Nacional de Minería. Al día siguiente, distintos medios de prensa difundieron un audio grabado el día 24 de julio de una reunión del presidente con el gobernador regional de Arequipa y diversas autoridades. En la grabación, el presidente les explica que el recurso de revisión, presentado por el Gobierno Regional de Arequipa al Ministerio de Energía y Minas para anular la licencia, no podía ser respondido de forma inmediata. De la misma manera, el presidente expresó que la licencia no se puede revocar inmediatamente y que prepararía un argumento para la cancelación. A los pocos días, medios de comunicación difundieron más partes de las grabaciones en las cuales el jefe de Estado plantea que el gobierno no quiere imponer proyectos mineros y lo que se debe hacer es revertir la licencia de construcción administrativamente, incluso se compromete a dar soporte junto a personal técnico y también dice a las autoridades regionales que si en el plazo de un mes no cumple, se tomen medidas radicales.

Yo no podría ahorita salir y decir voy a cancelar, ¿bajo qué argumento?, tengo que preparar el argumento. [...] Quiero que me comprendan, yo no soy el enemigo
(...)Si en un mes ven que yo no cumplo, ahí hagan una medida radical y todo (…) Lo que hay que hacer es revertir, pero revertirlo administrativamente, ¿con qué?: con las medidas que presenta el gobernador (...)
(...) No queremos imponer proyectos mineros, queremos hacer el proceso para que finalmente la posición que ustedes tienen se revierta y finalmente se caiga [la licencia de construcción]
(...) Yo mismo, con los técnicos, les vamos a dar el soporte (...) El gobernador ha presentado unas consideraciones técnicas y legales. Perfecto, comencemos, démosle contenido a esa posición. (...) Yo me pongo con ustedes a buscar contenido a esa justificación y solitos vamos a encontrar la justificación (...)
Martín Vizcarra en conversación con autoridades de Arequipa

### Disolución del Congreso
Según la Constitución peruana, el poder ejecutivo está facultado para disolver el Congreso tras dos votos de censura o negaciones de confianza. El primer voto se produjo el 15 de septiembre de 2017 durante la presidencia de Pedro Pablo Kuczynski, lo que provocó el colapso de su gabinete. Este voto marcó el primer acto de censura del órgano del Congreso.
El 29 de mayo de 2019, el presidente Martín Vizcarra inició un proceso constitucional, advirtiendo al Congreso que convocaría un voto de confianza si continuaban obstruyendo sus medidas anticorrupción propuestas. Durante los meses siguientes, el Congreso retrasó la acción sobre estas iniciativas y pospuso las elecciones generales propuestas por Vizcarra. El 27 de septiembre de 2019, Vizcarra pidió oficialmente un voto de confianza, afirmando que «está en peligro la democracia de nuestro país». Él y la Comisión Interamericana de Derechos Humanos criticaron al Congreso por bloquear sus reformas propuestas mientras que simultáneamente se movía rápidamente para nombrar nuevos miembros del Tribunal Constitucional de Perú sin investigar a fondo los antecedentes de los nominados. Vizcarra argumentó que la reforma del proceso de nombramiento del Tribunal Constitucional era crucial, y la respuesta del Congreso a esta propuesta se consideró una medida de confianza en su administración.
El 30 de septiembre de 2019, el Congreso nombró a un nuevo miembro del Tribunal Constitucional, desoyendo la propuesta de reforma de Vizcarra. Vizcarra consideró este nombramiento como el segundo voto de negación de confianza de facto, lo que le otorgó autoridad constitucional para disolver el Congreso. Citando meses de obstrucción a las reformas anticorrupción, Vizcarra anunció la disolución del Congreso ese mismo día, declarando: «Pueblo peruano, hemos hecho todo lo que estaba en nuestras manos».
En respuesta, el Congreso se negó a reconocer las acciones de Vizcarra, declarándolo suspendido de la presidencia y nombrando a la vicepresidenta Mercedes Aráoz nueva presidenta de Perú. Sin embargo, los funcionarios del gobierno afirmaron que las declaraciones del Congreso eran nulas, ya que el órgano legislativo ya se había disuelto oficialmente. Las protestas públicas estallaron frente al Palacio Legislativo, con manifestantes que exigían la destitución de los legisladores. Los jefes de las Fuerzas Armadas de Perú afirmaron su apoyo a Vizcarra, reconociéndolo como presidente legítimo y comandante en jefe.
En respuesta a las acciones de Vizcarra, los medios de comunicación de Perú iniciaron una campaña de alarmismo, argumentando que los candidatos políticos de izquierda serían elegidos en las elecciones parlamentarias e intentarían redactar una nueva constitución.

#### Elecciones parlamentarias peruanas de 2020
En enero de 2020, el Tribunal Constitucional de Perú confirmó la decisión del presidente Vizcarra de disolver el Congreso, con un ajustado fallo de cuatro jueces a favor y tres en contra. Posteriormente, el 26 de enero de 2020, se celebraron elecciones legislativas para sustituir al Congreso disuelto. Las elecciones dieron como resultado la sustitución de la anterior mayoría fujimorista por una serie de partidos centristas.
A pesar del cambio en la composición, los analistas Diego Pereira y Lucila Barbeito de JP Morgan Chase observaron que el nuevo Congreso parecía «aún más antagónico al gobierno [de Vizcarra] que el anterior». Según Americas Quarterly, varios partidos de derecha en la nueva legislatura —específicamente Alianza para el Progreso, Podemos Perú, Acción Popular y Unión por el Perú— se opusieron a las reformas anticorrupción propuestas por Vizcarra. Estas reformas se centraron en la financiación de campañas, la transparencia política y la prohibición de que personas condenadas ocupen cargos públicos, todo lo cual se enfrentó a una importante resistencia por parte de estos partidos.

### Pandemia de COVID-19
El gobierno de Vizcarra respondió rápidamente a la pandemia de COVID-19, aplicando medidas de confinamiento cinco días después del primer caso confirmado en Perú. Estas medidas incluían intervenciones económicas para ayudar a los ciudadanos más pobres del país durante la cuarentena. Sin embargo, la numerosa mano de obra informal y el limitado sistema de seguridad social de Perú plantearon dificultades, ya que muchos ciudadanos no podían permitirse dejar de trabajar.
Antes de la pandemia, la infraestructura sanitaria de Perú estaba subdesarrollada. Desde 2024, el país registraba uno de los mayores números de casos de COVID-19 por millón en todo el mundo, con aproximadamente 6.482 muertes. Los expertos en salud atribuyeron la gravedad del brote a las condiciones socioeconómicas existentes y al estado de la sanidad pública. Las condiciones de hacinamiento afectaban a casi un tercio de la población, mientras que el 72 % de los trabajadores tenían empleos informales, lo que hacía del trabajo diario una necesidad. Además, muchos peruanos se vieron obligados a visitar con frecuencia los mercados debido a la escasa posesión de frigoríficos (49 % de los hogares), y los bancos también se abarrotaron, ya que los ciudadanos sin cuenta cobraban los estímulos en persona.
Para frenar la propagación del virus, el gobierno puso en marcha un confinamiento nacional a partir del 15 de marzo de 2020, cerrando todos los negocios excepto los servicios esenciales, como farmacias, vendedores de alimentos, instituciones financieras y centros de salud. Sin embargo, el sector sanitario privado de Perú fue criticado por su falta de regulación, ya que las empresas privadas controlaban los seguros, los servicios sanitarios y la venta de suministros médicos, a menudo sin control de precios. La escasez de oxígeno médico agravó la crisis, derivada de una práctica arraigada de producir oxígeno a una concentración superior a las normas internacionales, una política que había beneficiado principalmente a los fabricantes privados. Esta norma sólo se anuló durante la crisis del oxígeno.
La pandemia tuvo graves consecuencias económicas para Perú. En el segundo trimestre de 2020, el producto interior bruto (PIB) del país disminuyó un 30,2 %, la caída más pronunciada entre las principales economías mundiales. Las pequeñas empresas de servicios, una parte importante de la economía peruana, quebraron, y el desempleo aumentó un 40 %. En respuesta, el gobierno aprobó 128.000 millones de PEN (35.800 millones de USD) en desgravaciones fiscales y préstamos a bajo interés para mitigar un mayor declive económico.

### Procesos de destitución
Los procesos de destitución del presidente Vizcarra habrían sido impulsados por Antauro Humala, líder del partido Unión por el Perú (UPP). Humala, que cumplía una condena de 19 años de prisión por su participación en el levantamiento de Andahuaylazo de 2005 contra el presidente Alejandro Toledo, habría dirigido el proceso de destitución desde la cárcel. El levantamiento, que pretendía derrocar a Toledo, se saldó con la muerte de varios policías.
La influencia de Humala se ejerció principalmente a través del congresista de UPP Édgar Alarcón, que encabezó ambos procesos de destitución. Alarcón, estrecho aliado de Humala, presentó las acusaciones que iniciaron los procesos. A pesar de enfrentarse a acusaciones de malversación y ganancias monetarias ilícitas, que conllevaban una posible pena de prisión de 17 años, Alarcón estaba protegido por la inmunidad parlamentaria, lo que le permitió evitar ser procesado mientras lideraba los procesos de destitución.

#### Primer proceso de vacancia (septiembre de 2020)
En medio de la recesión económica causada por la pandemia de COVID-19, el presidente Vizcarra se enfrentó a la creciente presión política de un Congreso recién inaugurado, liderado por el presidente del Congreso, Manuel Merino. La mayoría del Congreso estaba formada por miembros de la oposición. A principios de 2020, se inició una investigación sobre un contrato que involucraba a Richard Cisneros, un cantante poco conocido al que se le pagaba aproximadamente 50.000 dólares por pronunciar discursos para el Ministerio de Cultura. Surgieron acusaciones de que Cisneros, carente de experiencia relevante, consiguió los pagos a través de contactos dentro del Palacio de Gobierno. El 1 de junio de 2020, los investigadores registraron las oficinas gubernamentales en relación con las presuntas irregularidades.
Según IDL-Reporteros, el legislador opositor Édgar Alarcón, quien a su vez estaba siendo investigado por corrupción, recibió grabaciones de audio de la lobista Karelim López. El 10 de septiembre de 2020, Alarcón dio a conocer estas grabaciones, acusando a Vizcarra de «incapacidad moral». El audio supuestamente contenía instrucciones de Vizcarra a su personal para minimizar sus interacciones con Cisneros. Otra grabación mostraba a Cisneros afirmando haber influido en el ascenso de Vizcarra al cargo y en su decisión de disolver el Congreso.
Merino, como presidente del Congreso, inició rápidamente los trámites para destituir a Vizcarra, medida que situaría a Merino en posición de asumir la presidencia. En respuesta, Vizcarra negó las acusaciones, afirmando que las grabaciones habían sido manipuladas y sacadas de contexto. Afirmó: «No voy a renunciar, yo no me corro».
El 11 de septiembre de 2020, el Congreso votó 65-36, con 24 abstenciones, para iniciar el proceso de destitución contra Vizcarra por «incapacidad moral». La votación superó los 52 votos necesarios para iniciar el proceso. Sin embargo, el apoyo a la destitución disminuyó después de que surgieran informes de que Merino se había puesto en contacto con las fuerzas armadas peruanas en busca de apoyo y, al parecer, estaba formando un nuevo gabinete.
Vizcarra compareció ante el Congreso el 18 de septiembre de 2020 para defenderse, pronunciando un discurso de 20 minutos. Tras un debate de 10 horas, el Congreso votó en contra de la destitución, con 32 votos a favor, 78 en contra y 15 abstenciones. La oposición no alcanzó los 87 votos necesarios para destituir a Vizcarra. De haber prosperado, Merino habría asumido la presidencia hasta el final del mandato, en julio de 2021.

#### Segundo proceso de vacancia (noviembre de 2020)
En noviembre de 2020, el presidente Martín Vizcarra se enfrentó a un segundo proceso de destitución iniciado por legisladores de nueve partidos de la oposición. Los cargos contra Vizcarra incluían acusaciones de corrupción y mala gestión de la pandemia de COVID-19. En concreto, se le acusó de aceptar sobornos de empresas que obtuvieron contratos para proyectos de obras públicas, incluidos un hospital y un proyecto de irrigación, durante su mandato como gobernador del departamento de Moquegua.
El 9 de noviembre de 2020, el Congreso peruano votó a favor de la destitución de Vizcarra, con 105 miembros votando a favor de la destitución, superando los 87 votos necesarios. Vizcarra rechazó las acusaciones por considerarlas infundadas y falsas, pero aceptó la decisión del Congreso y afirmó que no emprendería acciones legales contra el fallo.
La destitución de Vizcarra fue considerada por muchos como un golpe de Estado. Se sugiere que los audios sobre presuntos sobornos fueron influenciados y promovidos por el fiscal Germán Juárez Atoche, con la colaboración de empleados de Obrainsa, una compañía en Moquegua. Un editorial de La República en 2020 indicó que las filtraciones regulares y la adopción de su contenido por políticos que apoyaban la destitución, así como el cambio de actitud de abogados hacia los fiscales previamente criticados, ofrecían una respuesta a quienes cuestionaban estos eventos. Según el editorial, esto demostraba que no existe un golpe de Estado perfecto.
Tras la destitución de Vizcarra, estallaron protestas a gran escala en todo Perú, y muchos ciudadanos se opusieron a su destitución. Manuel Merino, que sucedió a Vizcarra en la presidencia el 10 de noviembre de 2020, se enfrentó al descontento generalizado de la población y dimitió cinco días después, el 15 de noviembre. Posteriormente, Francisco Sagasti fue elegido presidente del Congreso el 16 de noviembre y asumió la presidencia de Perú al día siguiente, 17 de noviembre, de acuerdo con la línea de sucesión del país. Ambos cargos vicepresidenciales estaban vacantes en ese momento, ya que Vizcarra no había nombrado a un sucesor tras su renuncia a la vicepresidencia en 2018, y Mercedes Aráoz renunció al cargo en mayo de 2020.

### Vacancia y fin del mandato presidencial
El 20 de octubre, parlamentarios de Unión por el Perú, motivados por nuevos presuntos casos de corrupción, presentaron una segunda moción de vacancia por incapacidad moral, la cual fue apoyada por parlamentarios del Frente Amplio, Podemos Perú y Acción Popular, además de uno independiente. El día 2 de noviembre de 2020 se sometió a debate la admisión de la moción de vacancia en el pleno del Congreso, la cual fue aprobada con 60 votos, 40 en contra y 18 abstenciones. En dicha sesión también se acordó citar a Vizcarra al Congreso para el día lunes 9 de noviembre. 
El día 9 de noviembre, Vizcarra asistió al Congreso a ejercer su defensa personalmente. En el discurso, cuestionó que 68 congresistas tienen procesos en investigación y preguntó si estos tendrían que dejar su cargo por ello. Tras varias horas de debate, la moción de vacancia fue votada y aprobada con 105 votos a favor, 19 en contra y 4 abstenciones. La vacancia fue rechazada por varios sectores de la población, por lo que se iniciaron protestas en diversas ciudades del país. A pesar de estar en desacuerdo con la decisión tomada por el Congreso, Martín Vizcarra dirigió un último mensaje a la Nación en la cual aceptó la decisión:

«Primero por mis convicciones democráticas, asumí el gobierno en el marco de la Constitución que, durante estos dos años y ocho meses de gestión, todas mis decisiones estuvieron apegadas a ley y al estado de derecho. Enfrenté sucesivas crisis siempre respetando la legalidad y Constitución". [...]  “En líneas con mis convicciones democráticas, manifiesto que sin estar de acuerdo con la decisión que ha tomado hoy el Congreso donde se ha impuesto no la razón, sino el número de votos de los representantes del pueblo, que aparentemente se olvidaron de a quien representan al pueblo, “Hoy día dejo Palacio de Gobierno y me voy a mi domicilio a pesar que hay innumerables recomendaciones para que actuemos a través de acciones legales para impedir esta decisión. Directamente como Martín Vizcarra no voy a tomar ninguna acción legal para que de ninguna manera se pueda entender que mi espíritu de servicio al pueblo haya sido una voluntad de ejercer el poder. Toda mi vida he actuado con transparencia anteponiendo todo mi esfuerzo, mis capacidades y mi corazón al servicio del pueblo”

"Salgo del palacio de gobierno como entré hace dos años ocho meses: con la frente en alto", enfatizó y agregó que queda “llano a afrontar como lo he hecho desde el principio a las investigaciones que correspondan para demostrar en el marco de un debido proceso la falsedad de las acusaciones”».

Abandonó el Palacio de Gobierno ese mismo día, Al día siguiente fue jurado presidente Manuel Merino, siguiente en la sucesión presidencial como presidente del Congreso, quien solo duró seis días en el cargo hasta que presentó su renuncia y fue remplazado por el presidente Francisco Sagasti.

### Acciones diversas
- Llevó a cabo una serie de acciones para garantizar los derechos de las poblaciones indígenas y afroperuanas, como la certificación de servidores públicos bilingües en diversas regiones y la presencia de programas de radio y televisión hablados en las tres importantes lenguas originarias del Perú: quechua, aimara y ashaninka.

- El 17 de abril de 2018, firmó la Ley Marco sobre Cambio Climático (Ley n.º 30.754), cuyo objetivo era mejorar la capacidad del gobierno para hacer frente al cambio climático.[148] La ley dispuso un mayor financiamiento al Ministerio del Ambiente (MINAM) para mejorar los esfuerzos de monitoreo y mitigación relacionados con las emisiones de gases de efecto invernadero. También estableció un marco para la cooperación interministerial en cuestiones relacionadas con el clima.[149] Con la aprobación de esta legislación, Perú se convirtió en el primer país de Sudamérica en promulgar una ley climática.[148][148][149]
- En noviembre de 2018 se lanzó la campaña «Amor de Hierro» para combatir la anemia infantil, que según un estudio se había incrementado en el país.[150]
- El 19 de diciembre de 2018 se promulgó la ley de plásticos, que regula los plásticos de un solo uso, así como los recipientes o envases descartables. Su propósito es poner fin, de manera gradual, a la utilización desmedida de los plásticos de un solo uso en el Perú.[151]
- Se insistió en mantener el enfoque de género en el currículo nacional de educación, al considerarse que se trataba de una herramienta para igualar en oportunidades a hombres y mujeres, pese a los reclamos del colectivo Con mis hijos no te metas.
- En el marco de la Ley de Promoción de la Alimentación Saludable para Niños y Adolescentes, se estableció que todos los alimentos industrializados que se vendan en el Perú estarán obligados a partir del 17 de junio de 2019 a llevar octógonos de advertencia que informen que su contenido excede los parámetros establecidos para el sodio, azúcar, grasas saturadas o grasas trans.[152]
- Ante el reclamo de la ciudadanía por los actos delictivos y antisociales provocados por los inmigrantes venezolanos, anunció que desde el 15 de junio de 2019, solo entrarían con pasaporte y visa debidamente reglamentados, aunque se exoneró a la población vulnerable (niños, ancianos y mujeres embarazadas) de dicho requisito.[153]  También se emprendió la política de Migración segura, consistente en identificar a los inmigrantes con antecedentes policiales y que ingresaron al Perú falseando información migratoria. En abril de 2019, un primer grupo de 50 venezolanos fueron identificados y expulsados del país.[154]

### Gabinetes ministeriales

#### Gabinete Villanueva

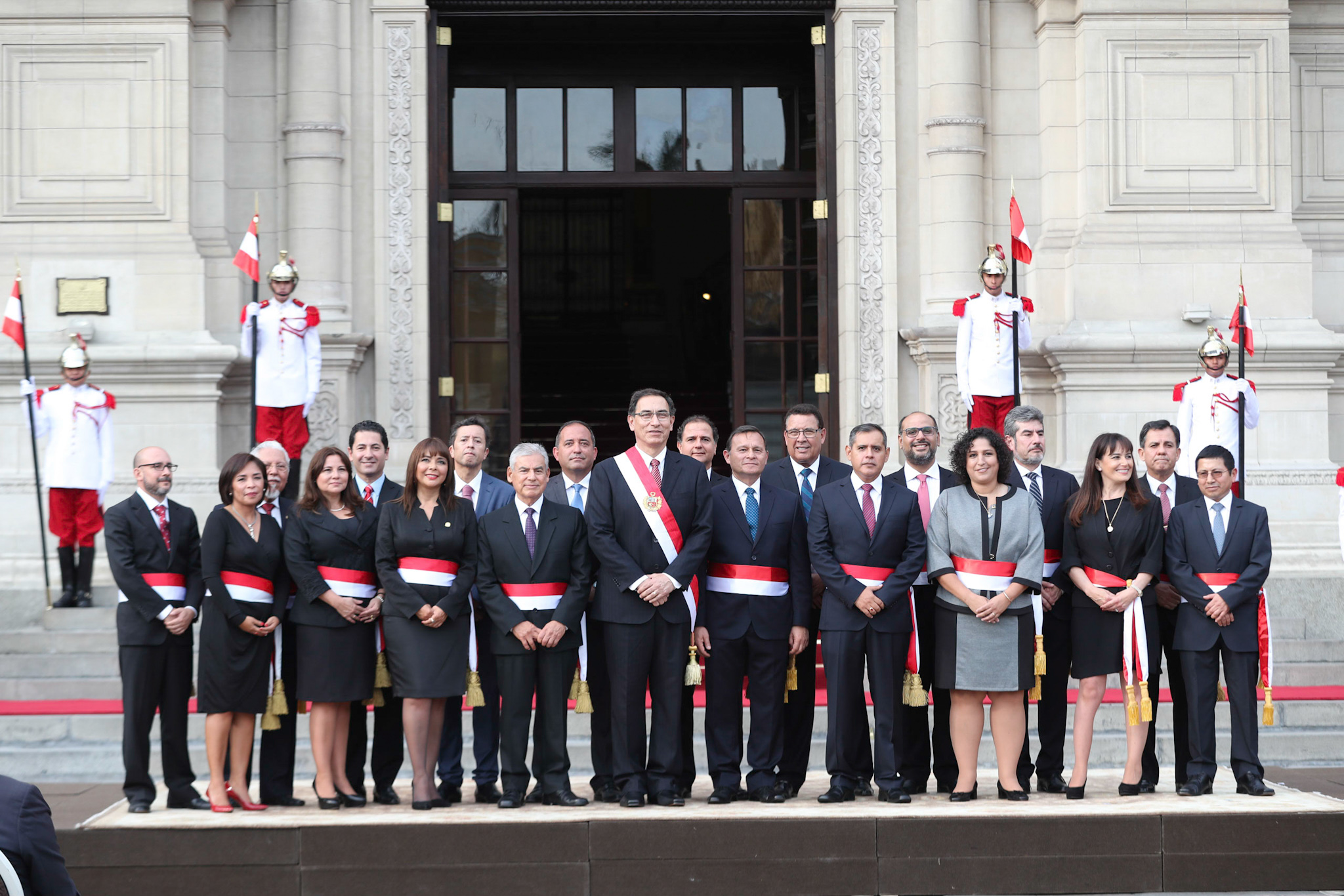
Primer gabinete de Vizcarra que juramentó el 2 de abril de 2018.

El 2 de abril de 2018 juramentó el primer gabinete ministerial de Vizcarra, presidido por César Villanueva, congresista de Alianza para el Progreso y exministro de Ollanta Humala. Villanueva fue uno de los promotores del segundo pedido de vacancia contra Kuczynski. Ello motivo algunas críticas de quienes vieron que de esa manera Vizcarra recompensaba políticamente al congresista y buscaba el apoyo de la mayoría fujimorista del Congreso para el voto de confianza del gabinete. La misma bancada de gobierno tuvo constantes roces con Vizcarra, pese a ser la bancada oficialista.
No obstante, un mes después, el flamante gabinete ministerial obtuvo el voto de confianza del Congreso. Días antes, el gabinete sufrió su primera baja: Daniel Córdova Cayo dejó la cartera de Producción, después de ofrecer la salida de un viceministro a cambio del cese de una huelga del sector pesquero. Fue reemplazado por Raúl Pérez-Reyes. 
El 4 de junio de 2018, el ministro de Economía David Tuesta Cárdenas, se vio obligado a renunciar ante la tensión ocasionada por el aumento del Impuesto Selectivo al Consumo (ISC) a combustibles gasóleos y el posterior descarte del Impuesto a la Renta (IR). Fue reemplazado por Carlos Oliva. Del mismo modo, el 13 de julio de 2018 renunció el ministro de Justicia Salvador Heresi, al ser mencionado en uno de los audios del escándalo judicial CNM Audios. Le reemplazó el congresista Vicente Zeballos. El 17 de octubre de 2018 también renunció el ministro del Interior Mauro Medina, a consecuencia de la huida a España del juez César Hinostroza, sindicado como cabecilla de la organización Los Cuellos Blancos del Puerto, que tenía impedimento de salida del país. Fue reemplazado por el general PNP (r) Carlos Morán Soto.
El 30 de noviembre de 2018 renunció la ministra de Cultura Patricia Balbuena, a raíz de una denuncia de actos de corrupción ocurridos en su sector, que involucraba a uno de sus allegados. El 8 de diciembre de 2018 se anunció la renuncia del ministro de Trabajo Christian Sánchez Reyes, al parecer, debido a su discrepancia con la reforma laboral planteada por el Gobierno.
El 18 de diciembre de 2018 se dieron tres cambios ministeriales: Sylvia Cáceres juró como ministra de Trabajo; Rogers Valencia, hasta entonces titular del Ministerio de Comercio Exterior y Turismo, pasó a ser del Ministerio de Cultura; y Édgar Vásquez Vela, hasta entonces viceministro de Comercio Exterior, pasó a encabezar el Ministerio de Comercio Exterior y Turismo.
El 3 de enero de 2019, la ministra de Salud Silvia Pessah presentó su carta de renuncia, aduciendo motivos personales. En su reemplazo juró como nueva ministra de Salud Zulema Tomás Gonzáles. El 6 de marzo de 2019, el premier César Villanueva presentó su carta de renuncia. Al ser interrogado sobre la razón de su renuncia, Villanueva dijo que simplemente ya había  cumplido un ciclo, luego de casi un año en el cargo.

#### Gabinete Del Solar

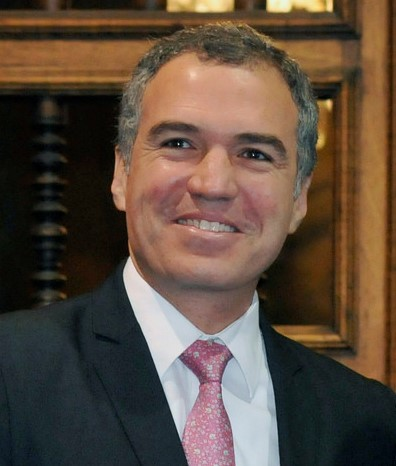
Salvador del Solar, presidente del Consejo de Ministros.

El 11 de marzo de 2019 se realizó la juramentación del segundo gabinete ministerial. Como presidente del mismo apareció Salvador del Solar Labarthe, el abogado y actor que había sido ministro de Cultura en el gobierno de Kuczynski. Diez ministros del gabinete anterior permanecieron en su cargo; Fabiola Muñoz dejó Ambiente y pasó a Agricultura; y juraron 7 nuevos ministros: Flor Pablo Medina (Educación), Rocío Barrios (Producción), Carlos Bruce (Vivienda, Construcción y Saneamiento), Gloria Montenegro Figueroa (Mujer y Poblaciones Vulnerables), Lucía Ruiz Ostoic (Ambiente), Ulla Holmquist (Cultura) y Paola Bustamante (Desarrollo e Inclusión Social). Un hecho destacado es que, por segunda vez en la historia republicana, se conformaría un gabinete de igual número de hombres y de mujeres (9 hombres y 9 mujeres, sin contar al primer ministro); la primera vez había ocurrido en el 2013, durante el gobierno de Ollanta Humala (gabinete Jiménez).
El 14 de abril de 2019, Del Solar anunció las renuncias de los ministros Carlos Bruce (Vivienda, Construcción y Saneamiento) y Edmer Trujillo (Transporte y Comunicaciones). Fueron reemplazados por Miguel Estrada Mendoza y María Jara Risco, respectivamente, que juraron el 26 de abril de 2019. Con el nombramiento de María Jara, fue la primera vez que un gabinete ministerial en el Perú tuvo más ministras que ministros (10 a 8).

#### Gabinete Zeballos
El 30 de septiembre de 2019 se produjo la juramentación del hasta entonces ministro de Justicia Vicente Zeballos como Presidente del Consejo de Ministros, en reemplazo de Salvador del Solar, que renunció tras la negativa de facto de la cuestión de confianza que había presentado ante el Congreso con motivo de la elección de los magistrados del Tribunal Constitucional.
El 1 de diciembre, Vizcarra, a través de una resolución suprema, destituyó al periodista Hugo Coya como presidente del Instituto Nacional de Radio y Televisión. La resolución fue refrendada por el ministro de Cultura, Francisco Petrozzi, quien aseguró que la salida de Coya fue consensuada. Sin embargo, el periodista afirmó que lo ocurrido constituyó un cese intempestivo y que el ministro Petrozzi le comunicó, en varias oportunidades, que existía un malestar en el gobierno por la cobertura que brindaba el canal del Estado a los políticos de oposición. El Instituto de Prensa y Sociedad calificó el acto de Vizcarra como un desacuerdo del Gobierno con la pluralidad informativa. A los pocos días, Petrozzi renunció al cargo de Ministro de Cultura y se nombró como ministra a Sonia Guillén. 
El 5 de mayo de 2020, en medio de la Pandemia de COVID-19 en el Perú y debido al alza de costos de pensiones en las instituciones educativas privadas, el Gobierno publicó el Decreto Legislativo 1476 que establecía medidas para la transparencia, el derecho a la información y la protección de los usuarios. En el decreto se disponía que, a solicitud de los usuarios, los colegios deben brindar información sobre los costos fijos y variables en que se incurren en virtud del servicio educativo no presencial y los documentos correspondientes a los Estados Financieros. La medida fue criticada por las instituciones ya que la Corte Constitucional había establecido por jurisprudencia que dichos documentos están protegidos por el secreto bancario y la reserva tributaria.

#### Gabinete Cateriano
El 15 de julio de 2020, Pedro Cateriano juró como Presidente del Consejo de Ministros del Perú, sin embargo, el 6 de agosto de 2020, el gabinete no obtuvo la confianza del Congreso.

## Pospresidencia (2020-actualidad)

### Postulación al Congreso de la República
El 27 de noviembre de 2020, el expresidente Martín Vizcarra anunció su candidatura a un escaño en las elecciones parlamentarias peruanas de 2021, alineándose con el partido Somos Perú. Esta decisión se produjo pocas semanas después de que el partido votara a favor de su destitución de la presidencia. Daniel Salaverry, candidato presidencial del partido, apoyó públicamente el ingreso de Vizcarra al partido.
De haber sido elegido al Congreso, Vizcarra habría obtenido inmunidad parlamentaria, lo que podría haberlo protegido de las investigaciones en curso que contribuyeron a su destitución. Ante la preocupación de que su candidatura estuviera motivada por el deseo de evitar ser procesado, Vizcarra subrayó su compromiso con la reforma de la inmunidad parlamentaria. Afirmó: «Una de las banderas que yo voy a llevar en este proceso electoral, a ser cumplidas en el Congreso de ser electo, es precisamente reformar totalmente el concepto de inmunidad parlamentaria. No puede ser que el Congreso de la República haya usado la inmunidad parlamentaria como impunidad parlamentaria».
Vizcarra ganó las elecciones al Congreso y se convirtió en el candidato más votado a escala nacional. Sin embargo, a pesar de su éxito electoral, posteriormente fue inhabilitado para ejercer cargos públicos por decisión del Congreso peruano.

### Vacunagate
En febrero de 2021 estalló el escándalo conocido como «vacunagate», en el que se reveló que en octubre de 2020 Vizcarra, junto a su familia y amigos, fue vacunado con la vacuna contra la COVID-19 de Sinopharm antes de que esta pudiera llegar al público peruano. La revelación desató polémica, pues en ese momento el gobierno de Vizcarra dijo que aún no había negociaciones respecto a la vacuna contra la COVID-19. El 16 de abril de 2021, el Congreso de Perú decidió, por 86 votos a favor y 0 en contra, inhabilitar a Vizcarra para ejercer cargos públicos durante un periodo de diez años. Fue declarado culpable de tráfico de influencias, colusión y declaraciones falsas.

### Inhabilitación por el Congreso
Tras el escándalo del Vacunagate diversos congresistas formularon denuncias constitucionales contra el expresidente Vizcarra por Infracciones a la Constitución y por diversos delitos en los que habría incurrido. El 1 de marzo de 2021, la Comisión Permanente del Congreso aprobó el informe hecho por la Subcomisión de Acusaciones Constitucionales sobre las denuncias. 
El día 31 de marzo, la Subcomisión de Acusaciones Constitucionales debatió el informe final que recomienda la inhabilitación de los altos funcionarios y aprobó el documento con 15 votos a favor, 0 en contra y 2 abstenciones. El día 3 de abril Vizcarra fue citado a la sesión de la Comisión Permanente del día 8 de abril, fecha en la que el expresidente ejerció su defensa ante dicha Comisión. Luego de dos horas de debate, la Comisión Permanente aprobó la acusación constitucional contra Vizcarra, Mazzetti y Astete por las infracciones constitucionales.
El día 16 de abril, se llevó a cabo la sesión del Pleno del Congreso de la República. La defensa de Martín Vizcarra pidió la reprogramación del debate para otra fecha; sin embargo, la Mesa Directiva y el Pleno del Congreso calificaron la inasistencia como injustificada. El Pleno del Congreso, sin la participación de los miembros de la Comisión Permanente, inhabilitó al expresidente de la República Martín Vizcarra por 10 años. La decisión obtuvo 86 votos a favor, 0 en contra y 0 abstenciones. La defensa del expresidente Vizcarra argumentó que habría vulneraciones al debido proceso.
En 2024, el Poder Judicial ratificó la inhabilitación para ejercer cargos públicos durante 10 años que le impuso el Congreso a Vizcarra; en respuesta, el expresidente anunció que acudirá al Tribunal Constitucional o a la CIDH para buscar revertir la inhabilitación, por ser arbitraria y sin tener pruebas sustanciales.

## Acusaciones y procesos judiciales
El programa periodístico Cuarto Poder, en julio de 2020, reveló que Fredy Eduardo Herrera Begazo, esposo de Doris Vizcarra Cornejo y cuñado del presidente de la República, ejecutó diversos contratos con el Estado en el periodo que Martín Vizcarra ejerce el poder desde el año 2016 al 2019, percibió un total de 29 667 soles. 
Rossmary Silva Acevedo, cuñada de la primera dama, Maribel Carmen Díaz Cabello. Entre noviembre del 2017 y diciembre del 2018, fue designada como jefa territorial en Moquegua del Fondo de Cooperación para el Desarrollo (FONCODES), organismo dependiente del Ministerio de Inclusión Social (MIDIS), con una remuneración de 10 500 S/ soles mensuales.

### Caso club de la construcción
En diciembre de 2019, el diario El Comercio reveló que la Contraloría General había encontrado indicios de responsabilidad de 14 funcionarios del Gobierno Regional de Moquegua por la construcción de un Hospital cuando Vizcarra era gobernador. El informe periodístico resaltó que el actual ministro Edmer Trujillo autorizó un pago irregular de 41 millones de soles como adelanto a favor del consorcio ICGSA-Incot cuando era Gerente General del Gobierno Regional. El pago se dio el último día de gestión (31 de diciembre) y en 133 comprobantes de pago. El ministro señaló que el pago se dio por el Hospital de Contingencia; sin embargo, un informe del programa Cuarto poder reveló que el pago se hace para elaborar el expediente técnico del nuevo hospital de Moquegua. El programa de televisión también dio a conocer que 3 de los 14 funcionarios investigados laboran actualmente en el gobierno, específicamente en dependencias del Ministerio de Transportes y Comunicaciones, del cual Edmer Trujillo era titular. En 2020, el dueño de la empresa ICGSA, Fernando Castillo, se acogió a la colaboración eficaz y manifestó al Ministerio Público que le habría pagado 5 millones de soles a Martín Vizcarra a través de Carlos Estremadoyro, actual ministro de Transportes y Comunicaciones.
El 11 de octubre de 2020, un informe de la Unidad de Investigación del diario El Comercio reveló que un aspirante a colaborador eficaz en el caso Club de la construcción manifestó que la empresa Obrainsa y su socia Astaldi hicieron un pago ilícito de 1 000 000 S/ (un millón de soles) a Martín Vizcarra a cambio de que se les otorgue la buena pro de la obra Lomas de Ilo, cuando Vizcarra se desempeñaba como gobernador regional de Moquegua. En el informe también se revela que, cuando el consorcio ya había ganado la obra, Martín Vizcarra solicitó una avioneta para transportar a personas que se reunirían con él. El aspirante a colaborador eficaz adjuntó los correos en los cuales coordina con Martín Vizcarra sobre el alquiler de la avioneta de la empresa ATSA por más de 35 mil soles.
El 18 de octubre de 2020, los diarios La República y El Comercio revelaron que tres aspirantes a colaboradores eficaces revelaron pagos ilícitos de 1 300 000 S/ (un millón trescientos mil soles) al entonces gobernador regional Martín Vizcarra para la adjudicación del contrato por la construcción de un hospital en diciembre del 2013. Dichos pagos habrían sido realizados por funcionarios de la empresa ICCGSA.
El 12 de marzo, el fiscal Germán Juárez Atoche solicitó prisión preventiva por 18 meses para Vizcarra. Ello, en el marco de la investigación por los presuntos delitos de colusión agravada, cohecho pasivo impropio y asociación ilícita para delinquir. La audiencia fue programada para el día 17 de marzo, donde la jueza María de los Ángeles Álvarez Camacho, luego de escuchar ambos fundamentos por parte de la fiscalía y de la defensa de Vizcarra, se rechazó el pedido de prisión preventiva y se impuso comparecencia con restricciones. El 16 de diciembre la Fiscalía de Perú solicitó 15 años de prisión.

## Imagen pública
Tras las elecciones legislativas de 2020 en Perú, que sustituyeron a un Congreso impopular, The Economist señaló que el presidente Martín Vizcarra, al «defender la lucha contra la corrupción», logró la rara distinción de mantener una alta popularidad como presidente peruano. Americas Quarterly observó igualmente que Vizcarra gozaba de un «abrumador apoyo público».
Tras sobrevivir a su primer proceso de destitución, The New York Times informó de que las medidas anticorrupción de Vizcarra le habían convertido en «uno de los presidentes recientes más populares del país», presentándole como un reformador independiente de las élites políticas corruptas de Perú. Tras su eventual destitución por el Congreso, Americas Quarterly describió a Vizcarra como «uno de los presidentes más populares de su generación».

### Aprobación presidencial
| Encuestadora/Medio     | Fecha             | Muestra | Martín Vizcarra (Presidente de la República) | Martín Vizcarra (Presidente de la República) | Martín Vizcarra (Presidente de la República) | Martín Vizcarra (Presidente de la República) |    |    |   |     |
| Encuestadora/Medio     | Fecha             | Muestra | Aprob.                                       | Desap.                                       | NS/NO                                        | Dif.                                         |    |    |   |     |
| ---------------------- | ----------------- | ------- | -------------------------------------------- | -------------------------------------------- | -------------------------------------------- | -------------------------------------------- | -- | -- | - | --- |
| Encuestadora/Medio     | Fecha             | Muestra | IEP/La República                             | 12–15 nov 2020                               | 624                                          | Dif.                                         | 77 | 21 | 2 | +56 |
| Ipsos Perú/El Comercio | 21–23 oct 2020    | 1193    | 54                                           | 41                                           | 5                                            | +13                                          |    |    |   |     |
| IEP/La República       | 13–19 oct 2020    | 1212    | 60                                           | 34                                           | 6                                            | +26                                          |    |    |   |     |
| Datum/Perú 21/Gestión  | 2–5 oct 2020      | 1224    | 60                                           | 28                                           | 12                                           | +32                                          |    |    |   |     |
| Ipsos Perú/El Comercio | 11–12 sep 2020    | 1006    | 57                                           | 39                                           | 4                                            | +18                                          |    |    |   |     |
| Ipsos Perú/El Comercio | 20–21 ago 2020    | 1010    | 60                                           | 37                                           | 3                                            | +27                                          |    |    |   |     |
| IEP/La República       | 1–12 ago 2020     | 1219    | 56                                           | 40                                           | 4                                            | +16                                          |    |    |   |     |
| Datum/Perú 21/Gestión  | 29–31 jul 2020    | 1239    | 59                                           | 33                                           | 8                                            | +26                                          |    |    |   |     |
| Ipsos Perú/El Comercio | 9–10 jul 2020     | 1019    | 65                                           | 31                                           | 4                                            | +34                                          |    |    |   |     |
| IEP/La República       | 17–23 jun 2020    | 1219    | 66                                           | 31                                           | 3                                            | +35                                          |    |    |   |     |
| Datum/Perú 21/Gestión  | 18–22 jun 2020    | 1018    | 65                                           | 27                                           | 8                                            | +38                                          |    |    |   |     |
| Ipsos Perú/El Comercio | 11–12 jun 2020    | 1015    | 70                                           | 27                                           | 3                                            | +43                                          |    |    |   |     |
| IEP/La República       | 21–28 may 2020    | 1490    | 74                                           | 21                                           | 4                                            | +53                                          |    |    |   |     |
| Datum/Perú 21/Gestión  | 18–21 may 2020    | 1023    | 76                                           | 19                                           | 5                                            | +57                                          |    |    |   |     |
| Ipsos Perú/El Comercio | 14–15 may 2020    | 1020    | 80                                           | 17                                           | 3                                            | +63                                          |    |    |   |     |
| Datum/Perú 21/Gestión  | 28–30 abr 2020    | 1000    | 82                                           | 9                                            | 9                                            | +73                                          |    |    |   |     |
| IEP/La República       | 16–22 abr 2020    | 1670    | 80                                           | 17                                           | 3                                            | +63                                          |    |    |   |     |
| Ipsos Perú/El Comercio | 15–16 abr 2020    | 1055    | 83                                           | 16                                           | 1                                            | +67                                          |    |    |   |     |
| IEP                    | 8–13 abr 2020     | 860     | 92                                           | 7                                            | 1                                            | +85                                          |    |    |   |     |
| Ipsos Perú/El Comercio | 20–21 mar 2020    | 800     | 87                                           | 11                                           | 2                                            | +76                                          |    |    |   |     |
| Ipsos Perú/El Comercio | 11–12 mar 2020    | 1173    | 52                                           | 35                                           | 13                                           | +17                                          |    |    |   |     |
| Datum/Perú 21/Gestión  | 29 feb–3 mar 2020 | 1210    | 58                                           | 36                                           | 6                                            | +22                                          |    |    |   |     |
| IEP/La República       | 15–18 feb 2020    | 1207    | 55                                           | 38                                           | 7                                            | +17                                          |    |    |   |     |
| Ipsos Perú/El Comercio | 11–13 feb 2020    | 1190    | 53                                           | 37                                           | 10                                           | +16                                          |    |    |   |     |
| Datum/Perú 21/Gestión  | 1–5 feb 2020      | 1221    | 63                                           | 31                                           | 6                                            | +32                                          |    |    |   |     |
| Ipsos Perú/El Comercio | 15–17 ene 2020    | 1218    | 58                                           | 32                                           | 10                                           | +26                                          |    |    |   |     |
| Datum/Perú 21/Gestión  | 11–13 ene 2020    | 1208    | 55                                           | 38                                           | 7                                            | +17                                          |    |    |   |     |
| Ipsos Perú/El Comercio | 11–13 dic 2019    | 1209    | 56                                           | 33                                           | 11                                           | +23                                          |    |    |   |     |
| CPI/Exitosa            | 6–12 dic 2019     | 1550    | 53.2                                         | 41.1                                         | 5.7                                          | +12.1                                        |    |    |   |     |
| IEP/La República       | 7–10 dic 2019     | 1215    | 57                                           | 36                                           | 6                                            | +21                                          |    |    |   |     |
| Datum/Perú 21/Gestión  | 30 nov–3 dic 2019 | 1204    | 64                                           | 31                                           | 5                                            | +33                                          |    |    |   |     |
| IEP/La República       | 16–20 nov 2019    | 1248    | 58                                           | 31                                           | 11                                           | +27                                          |    |    |   |     |
| Ipsos Perú/El Comercio | 13–15 nov 2019    | 1199    | 60                                           | 32                                           | 8                                            | +28                                          |    |    |   |     |
| Datum/Perú 21/Gestión  | 1–4 nov 2019      | 1224    | 69                                           | 25                                           | 6                                            | +44                                          |    |    |   |     |
| IEP/La República       | 19–22 oct 2019    | 1215    | 70                                           | 23                                           | 7                                            | +53                                          |    |    |   |     |
| Ipsos Perú/El Comercio | 9–11 oct 2019     | 1203    | 79                                           | 16                                           | 5                                            | +63                                          |    |    |   |     |
| Datum/Perú 21/Gestión  | 5–7 oct 2019      | 1212    | 82                                           | 15                                           | 3                                            | +67                                          |    |    |   |     |
| IEP/La República       | 2–4 oct 2019      | 1072    | 75                                           | 18                                           | 7                                            | +57                                          |    |    |   |     |
| CPI/Exitosa            | 2–3 oct 2019      | 1000    | 85.1                                         | 12.9                                         | 2.0                                          | +72.2                                        |    |    |   |     |
| IEP/La República       | 21–24 sep 2019    | 1103    | 40                                           | 52                                           | 8                                            | –12                                          |    |    |   |     |
| Ipsos Perú/El Comercio | 11–13 sep 2019    | 1208    | 48                                           | 43                                           | 9                                            | +5                                           |    |    |   |     |
| Datum/Perú 21/Gestión  | 30 ago–2 sep 2019 | 1221    | 52                                           | 41                                           | 7                                            | +11                                          |    |    |   |     |
| IEP/La República       | 17–21 ago 2019    | 1224    | 47                                           | 45                                           | 8                                            | +2                                           |    |    |   |     |
| Ipsos Perú/El Comercio | 14–15 ago 2019    | 1205    | 54                                           | 38                                           | 8                                            | +16                                          |    |    |   |     |
| Datum/Perú 21/Gestión  | 2–4 ago 2019      | 1219    | 60                                           | 35                                           | 5                                            | +5                                           |    |    |   |     |
| Ipsos Perú/El Comercio | 1–2 ago 2019      | 1210    | 57                                           | 34                                           | 9                                            | +23                                          |    |    |   |     |
| Ipsos Perú/El Comercio | 17–19 jul 2019    | 1221    | 44                                           | 45                                           | 11                                           | –1                                           |    |    |   |     |
| IEP/La República       | 13–17 jul 2019    | 1230    | 40                                           | 50                                           | 10                                           | –10                                          |    |    |   |     |
| Datum/Perú 21/Gestión  | 5–8 jul 2019      | 1216    | 55                                           | 40                                           | 5                                            | +15                                          |    |    |   |     |
| IEP/La República       | 14–19 jun 2019    | 1218    | 47                                           | 45                                           | 8                                            | +2                                           |    |    |   |     |
| Ipsos Perú/El Comercio | 12–14 jun 2019    | 1210    | 50                                           | 41                                           | 9                                            | +9                                           |    |    |   |     |
| Datum/Perú 21/Gestión  | 7–10 jun 2019     | 1211    | 58                                           | 37                                           | 5                                            | +21                                          |    |    |   |     |
| CPI/Exitosa            | 3–7 jun 2019      | 1250    | 44.6                                         | 48.3                                         | 7.1                                          | –3.7                                         |    |    |   |     |
| IEP/La República       | 18–22 may 2019    | 1230    | 39                                           | 50                                           | 11                                           | –11                                          |    |    |   |     |
| Ipsos Perú/El Comercio | 15–17 may 2019    | 1212    | 42                                           | 47                                           | 11                                           | –5                                           |    |    |   |     |
| CPI/Exitosa            | 7–11 may 2019     | 1250    | 40.2                                         | 54.4                                         | 5.8                                          | –14.2                                        |    |    |   |     |
| Datum/Perú 21/Gestión  | 3–6 may 2019      | 1214    | 45                                           | 48                                           | 7                                            | –3                                           |    |    |   |     |
| IEP/La República       | 18–24 abr 2019    | 1252    | 42                                           | 46                                           | 11                                           | –4                                           |    |    |   |     |
| Ipsos Perú/El Comercio | 10–12 abr 2019    | 1212    | 44                                           | 45                                           | 11                                           | –1                                           |    |    |   |     |
| Datum/Perú 21/Gestión  | 6–8 abr 2019      | 1214    | 49                                           | 44                                           | 7                                            | +5                                           |    |    |   |     |
| CPI/Exitosa            | 26–30 mar 2019    | 1250    | 39.7                                         | 55.3                                         | 5.0                                          | –15.6                                        |    |    |   |     |
| IEP/La República       | 23–27 mar 2019    | 1200    | 44                                           | 43                                           | 13                                           | +1                                           |    |    |   |     |
| Ipsos Perú/El Comercio | 13–15 mar 2019    | 1213    | 56                                           | 31                                           | 13                                           | +25                                          |    |    |   |     |
| Datum/Perú 21/Gestión  | 1–4 mar 2019      | 1208    | 56                                           | 36                                           | 8                                            | +20                                          |    |    |   |     |
| IEP/La República       | 16–20 feb 2019    | 1096    | 56                                           | 32                                           | 12                                           | +24                                          |    |    |   |     |
| CPI/Exitosa            | 12–17 feb 2019    | 1250    | 56.6                                         | 36.3                                         | 7.1                                          | +20.3                                        |    |    |   |     |
| Ipsos Perú/El Comercio | 13–15 feb 2019    | 1199    | 58                                           | 32                                           | 10                                           | +26                                          |    |    |   |     |
| Datum/Perú 21/Gestión  | 1–6 feb 2019      | 1204    | 63                                           | 32                                           | 5                                            | +31                                          |    |    |   |     |
| IEP/La República       | 19–23 ene 2019    | 1260    | 60                                           | 29                                           | 11                                           | +31                                          |    |    |   |     |
| Ipsos Perú/El Comercio | 16–18 ene 2019    | 1213    | 63                                           | 26                                           | 11                                           | +37                                          |    |    |   |     |
| Datum/Perú 21/Gestión  | 11–13 ene 2019    | 1203    | 66                                           | 28                                           | 6                                            | +38                                          |    |    |   |     |
| Ipsos Perú/El Comercio | 12–14 dic 2018    | 1316    | 66                                           | 25                                           | 9                                            | +41                                          |    |    |   |     |
| IEP/La República       | 7–12 dic 2018     | 1184    | 61                                           | 32                                           | 7                                            | +29                                          |    |    |   |     |
| Datum/Perú 21/Gestión  | 23–27 nov 2018    | 1200    | 62                                           | 30                                           | 8                                            | +32                                          |    |    |   |     |
| IEP/La República       | 17–20 nov 2018    | 1210    | 57                                           | 32                                           | 11                                           | +25                                          |    |    |   |     |
| Ipsos Perú/El Comercio | 14–16 nov 2018    | 1284    | 65                                           | 27                                           | 8                                            | +38                                          |    |    |   |     |
| CPI/Exitosa            | 22–26 oct 2018    | 1400    | 60.1                                         | 31.4                                         | 8.5                                          | +28.7                                        |    |    |   |     |
| IEP/La República       | 20–24 oct 2018    | 1312    | 60                                           | 30                                           | 10                                           | +30                                          |    |    |   |     |
| Datum/Perú 21/Gestión  | 20–23 oct 2018    | 1200    | 62                                           | 33                                           | 5                                            | +29                                          |    |    |   |     |
| Ipsos Perú/El Comercio | 11–12 oct 2018    | 1253    | 61                                           | 28                                           | 11                                           | +33                                          |    |    |   |     |
| Datum/Perú 21/Gestión  | 22–25 sep 2018    | 1200    | 61                                           | 32                                           | 7                                            | +29                                          |    |    |   |     |
| GfK/La República       | 15–19 sep 2018    | 1184    | 52                                           | 36                                           | 12                                           | +16                                          |    |    |   |     |
| Ipsos Perú/El Comercio | 12–14 sep 2018    | 1284    | 45                                           | 44                                           | 11                                           | +1                                           |    |    |   |     |
| Datum/Perú 21/Gestión  | 1–4 sep 2018      | 1200    | 47                                           | 47                                           | 6                                            | –                                            |    |    |   |     |
| GfK/La República       | 18–22 ago 2018    | 1210    | 43                                           | 46                                           | 11                                           | –3                                           |    |    |   |     |
| Ipsos Perú/El Comercio | 15–16 ago 2018    | 1266    | 46                                           | 42                                           | 12                                           | +4                                           |    |    |   |     |
| Datum/Perú 21/Gestión  | 3–7 ago 2018      | 1200    | 49                                           | 42                                           | 9                                            | +7                                           |    |    |   |     |
| CPI/Exitosa            | 3–7 ago 2018      | 1400    | 40.4                                         | 49.0                                         | 10.6                                         | –8.6                                         |    |    |   |     |
| GfK/La República       | 14–18 jul 2018    | 1290    | 27                                           | 58                                           | 15                                           | –31                                          |    |    |   |     |
| Ipsos Perú/El Comercio | 11–13 jul 2018    | 1278    | 35                                           | 48                                           | 17                                           | –13                                          |    |    |   |     |
| CPI/Exitosa            | 1–5 jul 2018      | 1400    | 25.8                                         | 60.2                                         | 14.0                                         | –34.4                                        |    |    |   |     |
| Datum/Perú 21/Gestión  | 29 jun–2 jul 2018 | 1200    | 39                                           | 52                                           | 9                                            | –13                                          |    |    |   |     |
| GfK/La República       | 23–26 jun 2018    | 1075    | 29                                           | 56                                           | 15                                           | –27                                          |    |    |   |     |
| Ipsos Perú/El Comercio | 6–8 jun 2018      | 1290    | 37                                           | 48                                           | 15                                           | –11                                          |    |    |   |     |
| Datum/Perú 21/Gestión  | 1–5 jun 2018      | 1200    | 45                                           | 44                                           | 11                                           | +1                                           |    |    |   |     |
| CPI/Exitosa            | 19–23 may 2018    | 1400    | 46.1                                         | 34.6                                         | 19.3                                         | +11.5                                        |    |    |   |     |
| GfK/La República       | 19–22 may 2018    | 1216    | 47                                           | 34                                           | 19                                           | +13                                          |    |    |   |     |
| Ipsos Perú/El Comercio | 9–11 may 2018     | 1279    | 52                                           | 24                                           | 24                                           | +28                                          |    |    |   |     |
| Datum/Perú 21/Gestión  | 5–9 may 2018      | 1200    | 54                                           | 19                                           | 27                                           | +35                                          |    |    |   |     |
| GfK/La República       | 21–25 abr 2018    | 1226    | 52                                           | 23                                           | 25                                           | +29                                          |    |    |   |     |
| Ipsos Perú/El Comercio | 10–12 abr 2018    | 1289    | 57                                           | 13                                           | 30                                           | +44                                          |    |    |   |     |
| Datum/Perú 21/Gestión  | 6–9 abr 2018      | 1200    | 55                                           | 19                                           | 26                                           | +39                                          |    |    |   |     |

Tras la toma de posesión de Martín Vizcarra como presidente, algunos peruanos protestaron contra el gobierno, pidiendo la destitución de todos los políticos. Sin embargo, una encuesta de Ipsos en abril de 2018 informó que Vizcarra tenía un índice de aprobación del 57 %, con un 13 % de desaprobación y alrededor del 30 % de los encuestados indecisos. En mayo de 2018, su índice de aprobación había disminuido a 52 %, según otra encuesta de Ipsos.
En septiembre de 2018, después de que Vizcarra convocara un referéndum nacional, miles de peruanos se manifestaron en apoyo de su propuesta y en oposición al Congreso. Posteriormente, su índice de aprobación alcanzó un máximo del 66 % en diciembre de 2018, según informó Ipsos. Sin embargo, su popularidad comenzó a disminuir en 2019, con su índice de aprobación cayendo al 44 % en abril de 2019, mientras que el 45 % de los encuestados desaprobaba su presidencia. Las encuestas indicaron que la aprobación de Vizcarra fue mayor entre los encuestados de ingresos altos en comparación con los de ingresos más bajos.
La decisión de Vizcarra de disolver el Congreso en septiembre de 2019 impulsó significativamente su popularidad.The Washington Post lo describió como «un presidente inesperadamente popular», ya que emprendió esfuerzos para abordar la corrupción generalizada en el país. Tras la disolución, una encuesta del Instituto de Estudios Peruanos (IEP) mostró que su índice de aprobación subió de aproximadamente 40 % a 75 %, con 76 % de los encuestados reconociéndolo como el presidente constitucional de Perú. Otra encuesta de CPI informó de que el 85,1 % aprobaba a Vizcarra, y el 89,1 % lo reconocía como jefe de Estado legítimo.
Durante los primeros meses de la pandemia de COVID-19, los índices de aprobación de Vizcarra aumentaron aún más, alcanzando el 87% en marzo de 2020, aunque descendieron gradualmente en los meses siguientes.

### Destitución
En noviembre de 2020, tras el segundo proceso de destitución y remoción del presidente Martín Vizcarra, una encuesta realizada por Ipsos reveló que el 88 % de los peruanos desaprobaba su destitución, mientras que sólo el 11 % expresaba su aprobación. En el mes anterior de octubre de 2020, Ipsos informó que el 54 % de los encuestados aprobaba la presidencia de Vizcarra, mientras que el 41 % la desaprobaba.
En contraste, durante el mismo periodo, el Congreso de Perú se enfrentó a una desaprobación considerable, con un 60 % de peruanos expresando su descontento con el órgano legislativo. Después de que Manuel Merino, presidente del Congreso, asumiera la presidencia tras la destitución de Vizcarra, la desaprobación pública se disparó, con un 94 % de los encuestados rechazando la presidencia de Merino.

### «Mi bebito fiu fiu» y el «Lagarto»
En mayo de 2022, tras una filtración de mensajes de texto de infidelidad ocurrida en una investigación de la fiscalía peruana, que Vizcarra negó públicamente, se liberó la canción «Mi bebito fiu fiu», perteneciente al productor peruano Tito Silva Music. Esta parodia musical fue tendencia a nivel nacional e internacional, y elemento recurrente en programas humorísticos. En 2024, en su primera entrevista en vivo con un influencer, Vizcarra fue recibido con palabras y elementos alusivos a la canción aceptando el apelativo de «bebito fiu fiu», en lo que analistas políticos han destacado como una hábil estrategia política para acercarse a los jóvenes.
Vizcarra también hizo suya la imagen del «Lagarto» luego de que el periodista Carlos Paredes le confiriera dicho apodo en su libro El perfil del lagarto.

## Distinciones
Destacan las siguientes:
- Gran collar de la Orden El Sol del Perú (2018).[320]
- Gran Cruz Especial de la Orden al Mérito por Servicios Distinguidos (2018).[321]
- Collar de la Orden de Isabel la Católica (2019).[322]
- Collar de la Orden del Infante Don Enrique (2019).
- Gran collar de la Orden Nacional al Mérito de Ecuador (2018).[323]
- Orden de las Palmas Magisteriales en el grado de Amauta (2014).[324][325]
- Orden de Hijo del Sol (Moquegua, 2016) entregada por el alcalde de la provincia de Mariscal Nieto-Moquegua, Hugo Quispe Mamani.
- Condecoración Honorífica Héroe Nacional “Alfz. PNP Mariano Santos Mateos”.
- Distinción Orden Militar “Francisco Bolognesi”.
- Doctor honoris causa de la Universidad Católica de Santa María (2018).[326]
- Doctor honoris causa de la Universidad Nacional de San Cristóbal de Huamanga (2018).[327]
- Doctor honoris causa de la Universidad Nacional de Ingeniería (2019), su alma mater.[328]